# Olsenbande (Norwegen)

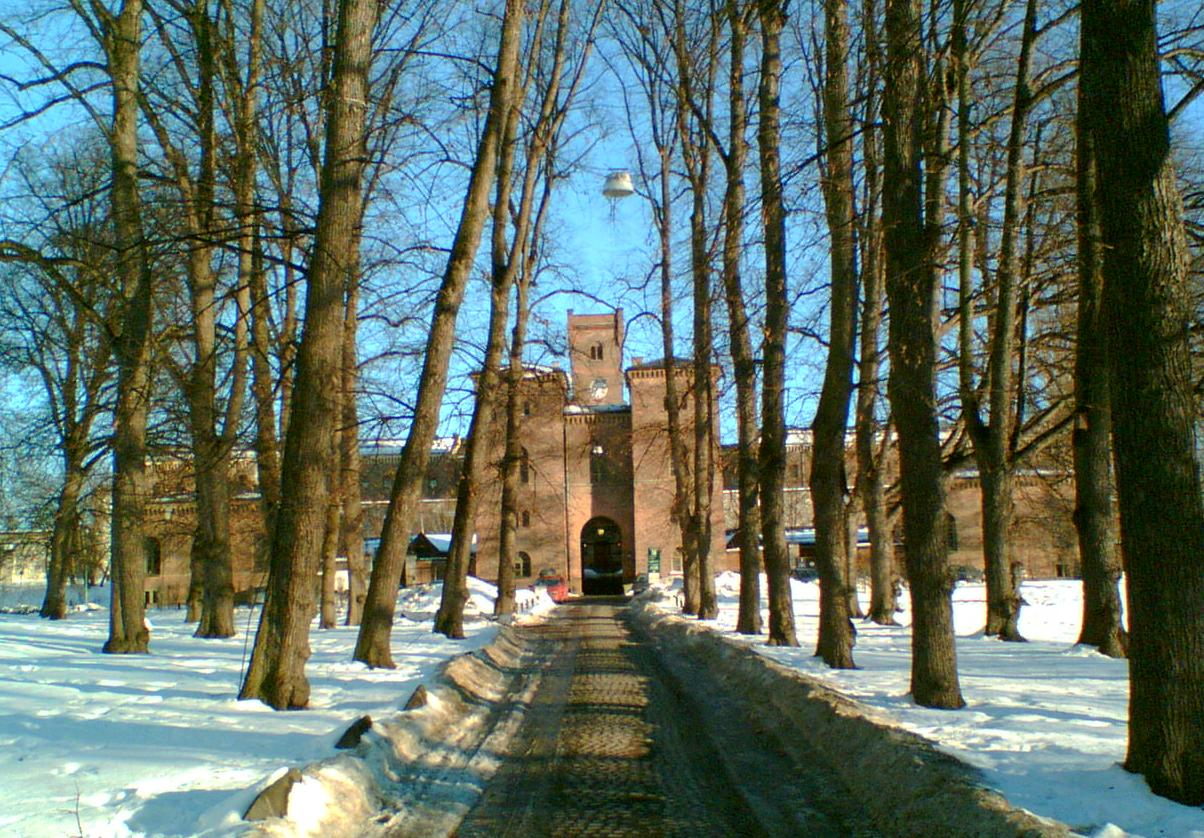
Die norwegischen Olsenbanden-Filme beginnen in der Regel immer hier, wenn Egon Olsen aus dem Osloer Botsfengselet «Botsen» freigelassen wird. Die Allee zum Eingang und Haupttor des Gefängnisses geht Egon bei seiner Freilassung meistens hier entlang.

Die Olsenbande (norwegisch: Olsenbanden) ist eine norwegische Filmreihe von Kriminalkomödien, die von 1969 bis 1999 in Norwegen nach dem Vorbild der dänischen Olsenbande als Neuverfilmung produziert wurden. Der norwegische Schauspieler Arve Opsahl spielte hier die Hauptrolle als Egon Olsen, Sverre Holm als Benny Fransen, Carsten Byhring als Kjell Jensen und Harald Heide-Steen junior als Dynamit-Harry sowie Aud Schønemann als Valborg Jensen.

## Geschichte und Hintergründe zur norwegischen Olsenbande

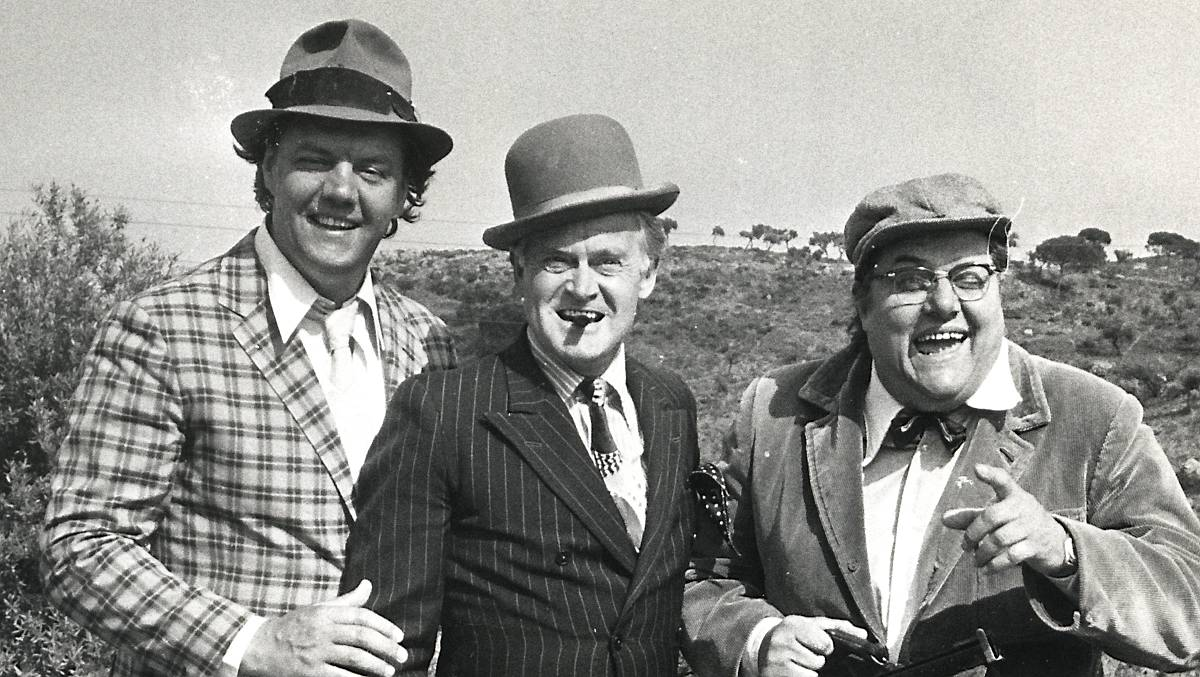
Die dänische Olsenbande, hier auf Mallorca bei Dreharbeiten zum Film Der (voraussichtlich) letzte Streich der Olsenbande, war das Vorbild für die norwegische Olsenbande

### Ursprung der Olsenbande in Dänemark
Die norwegische Olsenbande-Filmreihe besteht zum großen Teil aus Neuverfilmungen bzw. basiert auf der gleichnamigen ursprünglichen dänischen Filmreihe Olsenbande und ist mit insgesamt vierzehn Folgen in Norwegen neu verfilmt worden. In der dänischen Originalversion der Olsenbande spielten die dänischen Schauspieler Ove Sprogøe (Egon Olsen), Morten Grunwald (Benny Frandsen) und Poul Bundgaard (Kjeld Jensen) sowie Kirsten Walther als Yvonne Jensen die Hauptrollen.
In Dänemark hatte zum Ende der 1960er Jahre der dänische Drehbuchautor Henning Bahs die Idee, einen Heist-Film über eine Ganoventruppe mit dem Namen „Olsenbande“ zu machen. Bahs erfand dazu eine Geschichte über drei Kleinganoven, die ähnliche Alltagssorgen haben wie jeder „normale“ Mensch. Mit dem befreundeten Regisseur Erik Balling, schrieb er das Drehbuch zu dem Film Die Olsenbande (Arbeitstitel: Perlemørderne). Als die drei Hauptdarsteller der Bande wählten sie Ove Sprogøe, Morten Grunwald und Poul Bundgaard aus. Balling und Bahs hatten mit diesen Schauspielern schon früher einige gemeinsame Filme gedreht. Einige dieser Filme gelten auch aus Vorläufer der Olsenbande. Dazu gehörten unter anderem: Kaliber 7,65 – Diebesgrüße aus Kopenhagen, Slå først, Frede (auf Deutsch: Schlag zuerst, Frede), 1965; Slap af, Frede (auf Deutsch: Entspann dich, Frede), 1966; Martha, 1967.
Nach der Fertigstellung hatte der erste Film zur Olsenbande in Dänemark am 11. Oktober 1968 seine Premiere. Aufgrund des ungeahnten Erfolges setzen sie 1969 den Film mit Die Olsenbande in der Klemme fort. Der erste Film wurde dank seines großen Erfolgs auch ins Ausland verkauft, wie 1970 in die DDR und nach Polen sowie 1971 nach Schweden.

### Beginn der Olsenbande in Norwegen
Nicht so leicht ließ sich der erste dänische Olsenbandefilm in Norwegen adaptieren. Ursprünglich war geplant, die dänische Olsenbande als Import in den norwegischen Filmverleih aufzunehmen. Der norwegische Drehbuchautor und Regisseur Knut Bohwim wurde im Voraus vom norwegischen Verleih Harry Ottersen Norenafilm dazu befragt, wie er die Chancen zum ersten dänischen Film Die Olsenbande einschätzen würde. Nach einer gründlichen Auseinandersetzung mit dem Thema kam er zu dem Ergebnis, dass zwar die Grundidee und das Konzept sowie das Drehbuch von Erik Balling und Henning Bahs hervorragend seien, aber der Film voraussichtlich bei einem Import nach Norwegen nicht zu einem solch großem Publikumserfolg werden würde, wie das Original in Dänemark. Als Grund gab er unter anderem an die häufige Verwendung von Nationalsymbolen, wie dem Dannebrog und den starken Bezug zu Kopenhagen und Dänemark insgesamt; außerdem müsse der dänische Humor etwas angepasst werden. Aufgrund dieser Analyse entschied man sich in Norwegen gegen eine direkte Übernahme der Olsenbande. Knut Bohwim kam aber dafür mit der Idee, eine norwegische Version als Remake unter der Verwendung der dänischen Originaldrehbücher mit bekannten norwegischen Schauspielern zu erstellen.
Die damalige Übernahme der dänischen Olsenbande in Norwegen wurde in einem Artikel auf dem Haugesund Festival 1990 folgendermaßen rezipiert:

„Import aus Dänemark wird geprüft – Ursprünglich sollten die dänischen Filme zwar auch in Norwegen verliehen werden. Ein norwegischer Verleih, Harry Ottersens Norenafilm, zeigte sich daran interessiert, war sich jedoch nicht sicher, inwieweit die spezifisch ‚dänische‘ Art des Humors, dieser Filme, beim norwegischen Publikum ankommen würde, und ließ deshalb zunächst die Vermarktungschancen prüfen. Man wandte sich u. a. an Knut Bohwim (der einige Jahre zuvor mit dem Regisseur Knut Anderson und Mathis Mathiesen eine kleine Filmgesellschaft, die ‚Teamfilm‘ gegründet hatte). „Als Knut Bohwim um seine Beurteilung eines dänischen Filmes gebeten wurde, den Harry Ottersen von der Norenafilm importieren wollte, um ihn in Norwegen vorzuführen, erkannte er glücklicherweise, was man mit dieser Bande machen konnte. Knut Bohwim sagte: ‚Nein, das wird nichts – aber wenn wir eine norwegische Fassung machen, wäre es etwas ganz anderes.‘ Und so geschah es dann, wie bekannt. Seitdem erschienen die Olsenbande-Filme so pünktlich wie die Jahreszeiten, insgesamt dreizehnmal.““

Er passte die Vorlagen so gut an die nationalen Gegebenheiten an, dass die Neuverfilmungen in Norwegen mit großer Begeisterung aufgenommen und somit zu seinem größten Erfolg wurden. Rollennamen, Handlungsorte und Nationalsymbole wurden dafür „norwegisiert“. Den Handlungsort der norwegischen Olsenbande verlegte man dazu einfach von Dänemark nach Norwegen, bzw. von Kopenhagen nach Oslo und ersetzte die dänischen Nationalsymbole durch norwegische, und passte die Filme auch an vielen weiteren Stellen den landestypischen Gepflogenheiten an.
Schon 1968 machte Bohwim einen Ganoven-Film namens Sus og Dus på byen, mit Carsten Byhring, Arve Opsahl und Aud Schønemann. Es waren zwei ungefähr ähnliche kleine Gangster, wie in der Olsenbande, die auf der Osloer Ostseite lebten. Im Gegensatz dazu waren aber hier die Rollen etwas anders verteilt. Der spätere Kjell-Darsteller Carsten Byhring war dort der leitende Kopf der Bande und der spätere Egon-Olsen-Darsteller Arve Opsahl, der praktische Part. Knut Bohwim übernahm diese Akteure für seine norwegische Neuverfilmung der dänischen Olsen-Bande. Ursprünglich sollte es so wie in seinen vorangegangenen Film sein, dass Byhring die Rolle des Egon spielt und Opsahl dafür eine Rolle der anderen beiden Bandenmitglieder verkörpert. Aber nachdem Opsahl sich zum ersten Mal gemeinsam mit Bohwim und den anderen dazugehörigen Schauspielern die dänische Olsen-Fassung ansah, meinte er: „Ich bin es, der ihn (Egon) hier spielt“. Byhring bekam dann dafür die Rolle des Nervenbündels Kjell Jensen und Aud Schønemann bekam die Rolle von Kjells Frau Valborg Jensen. Per Telefon sagte auch Sverre Holm zu und nahm das Angebot von Bohwim an, den Benny Fransen zu spielen.
Die Dreharbeiten begannen unmittelbar danach, und der erste norwegische Olsenbande-Film wurde anschließend tatsächlich ein großer Kinoerfolg. Die norwegischen Schauspieler gingen anfangs (ähnlich den dänischen Darstellern in der Originalversion) davon aus, dass dies das erste und letzte Mal wäre, eine Rolle in einen Olsenbanden-Film zu spielen. Der erste norwegische Olsen-Film Olsen-Banden hatte am 11. August 1969 seine Premiere.
Die Filme zu der norwegischen Olsenbande bekamen insgesamt keine sehr gute finanzielle Unterstützung, so dass Knut Bohwim sein Haus verpfänden musste, um weitere Filme zur Olsen-Bande produzieren zu können. Vom ersten Film Olsenbanden operasjon an bis hin zum dreizehnten Olsen-Film war dies so der Fall – in der Zeit von 1969 bis 1984. Die Filme bekamen auch nicht immer gute Filmkritiken, hatten aber trotz alledem immer sehr hohe Besucherzahlen im Kino und entsprechend hohe Einschaltquoten im Fernsehen. Man behalf sich auch in Norwegen mit zusätzlichen Werbeeinnahmen durch Produktplatzierungen bei den verwendeten Fahrzeugen in den Filmen, denn man verwendete bei den Fahrzeugen der Gegenspieler und Nebenpersonen vorzugsweise Autos des japanischen Herstellers Toyota. In Credits der Filme wurden die entsprechenden Unterstützungen auch mit aufgeführt. Knut Bohwim übernahm auch die Regie des ersten Films und der meisten weiteren Verfilmungen. Eine Ausnahme davon bildeten der zweite (Regie führte hier Ove Kant) und der sechste norwegische Olsenbanden-Film (mit Knut Andersen als Regisseur). Dafür war Bohwim bei diesen beiden Filmen der Produzent, wie auch zugleich bei den meisten Filmen seiner Olsenbande.
Die Namen der Protagonisten der dänischen Olsenbanden-Filme wurden hierzu norwegisiert. Während der Name der Hauptperson Egon Olsen blieb, änderten sich die Namen von Benny Frandsen in Benny Fransen, von Kjeld Jensen in Kjell Jensen und von Yvonne zu Valborg Jensen. Der gemeinsame Sohn der Jensens heißt statt Børge in der norwegischen Version Basse Jensen, gespielt von Pål Johannessen. Die Charaktere der mächtigen Erzfeinde der Olsenbande Bang-Johansen und Hallandsen kommen ebenso bei den Norwegern vor. Der willfährige Handlanger der mächtigen Feinde der Olsenbande, das Dumme Schwein (dänisch: Bøffen), wurde entsprechend der norwegischen Übersetzung zu Biffen. Der ermittelnde Polizeibeamte und Gegenspieler der Bande ist bei zwölf norwegischen Olsenbanden-Filmen durchgängig Kriminalkommissar Viggo Hermansen, gespielt von Sverre Wilberg, statt wie in der dänischen Version Inspektor Mortensen und Kriminalkommissar Jensen. Die Rolle seines Assistenten Holm wurde wieder namensgleich übernommen. Der norwegische Drehstab nutzte mehrfach die für die dänischen Filme gebauten Kulissen mit. Des Weiteren wurden zum Teil auch ganze dänische Filmsequenzen genutzt, so im neunten Film alle Szenen mit Bjørn Watt-Boolsen. Als einziger Akteur der dänischen Olsenbande stand Ove Verner Hansen regelmäßig auch für die norwegischen Produktionen als Dummes Schwein vor der Kamera und hält daher den einmaligen Rekord von 16 Olsenbandenauftritten. Eine weitere Besonderheit der norwegischen Filme ist die Figur des Dynamit-Harry, der hier gleich sechsmal auftritt (gegenüber zwei Auftritten in Dänemark) und von Harald Heide-Steen junior verkörpert wurde.

### Weitere Entwicklung der Olsenbande in Norwegen

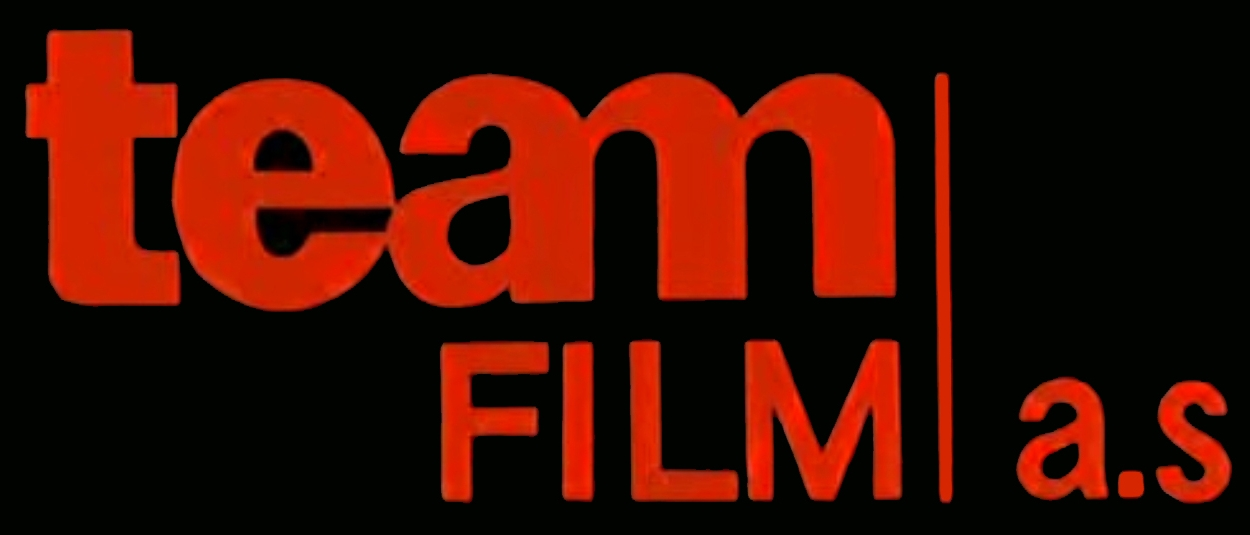
Logo von Teamfilm A/S

Durch Anlehnung an die dänische Olsenbande wurden schließlich bei fast allen Filmen die dänischen Drehbücher von Henning Bahs und Erik Balling verwendet. Der erste norwegische Olsenbandenfilm ist auch der einzige, der weitgehend unverändert in der Handlung und in den Dialogen mit der dänischen Vorlage übereinstimmt (bis auf kleine Veränderungen durch die norwegische Anpassung bedingt). Bei dem folgenden zweiten norwegischen Olsen-Film, der zwar auch noch relativ unverändert übernommen wurde, veränderte man schon den Film-Titel; Original: Olsen-banden på spanden (Die Olsenbande in der Klemme) und norwegische Neuverfilmung: Olsenbanden og Dynamitt-Harry, mit Einbezug im Filmtitel von Dynamit-Harry, der auch viel öfter in den Olsen-Filmen bei den Norwegern auftritt. In den weiteren Folgen lässt sich eine immer größere Verselbständigung mit entsprechenden Unterschieden zum Original in Handlung und Dialogen feststellen, was schließlich auch 1984 zu einem eigenen norwegischen Olsenbandenfilm …men Olsenbanden var ikke død! (..aber die Olsenbande war nicht tot!) mit einem Drehbuch der Norweger Knut Bohwim und Gustav Kramer führte. Einer der Gründe war, weil in Dänemark, wo auch die Drehbücher, bzw. Vorlagen für die norwegischen Filme herkamen, 1981 mit Die Olsenbande fliegt über die Planke und Die Olsenbande fliegt über alle Berge (die in Norwegen zu einem zwölften Film (Olsenbandens aller siste kupp) zusammengefasst wurden) die Filmreihe vorerst beendete. Danach planten die dänischen Macher, nie wieder einen Film über die Olsenbande zu drehen, während man in Norwegen die Idee weiterzumachen am Leben hielt, was aber hauptsächlich an einer Finanzierung scheiterte. Der Regisseur der norwegischen Olsenbande Knut Bohwim hatte ja schon 1983 ein Drehbuch selbst geschrieben, das im selben Jahr vorab in einem Comic unter dem Titel Olsenbanden raner hurtigruta (Die Olsenbande plündert die Hurtigruten) veröffentlicht worden ist. Danach wurden noch weitere Geschichten zur Olsenbande geschrieben, die ebenfalls verfilmt werden sollten, aber sämtlichst nur als Comic (bis 1988) veröffentlicht wurden. Als 1990 der norwegische Kjell-Darsteller Carsten Byhring starb, gab man in Norwegen ebenfalls vorerst alle Pläne zu weiteren Olsen-Fortsetzungen auf, da man sich einen Film ohne dessen Part nicht vorstellen konnte.
Als man sich 1998 in Dänemark entschloss, einen weiteren abschließenden Film zu drehen, wollte man in Norwegen nicht nachstehen und es ließen sich zu diesem Zeitpunkt auch die entsprechenden Mittel für die Filmproduktion gewinnen. Der Einfachheit halber sowie aus praktischen und finanziellen Gründen entschied man sich in Norwegen für den letzten Film Olsenbandens siste stikk wieder auf das dänische Drehbuch zurückzugreifen und dieses als Vorlage zu übernehmen. Als Produzent trat diesmal erstmals dieselbe Filmproduktionsfirma, die Nordisk Film A/S wie in Dänemark auf, während sonst sämtliche vorgehenden norwegischen dreizehn Olsen-Filme von der Team Film A/S gedreht wurden. Zugleich nutzte man teils wieder dieselben Filmkulissen und das Filmstudio in Valby, in dem z. B. die Szenen im Inneren der hochmodernen staatlichen Verbrennungsanlage entstanden waren.
Die Produktion des letzten Olsenbandenfilms brachte in Dänemark und Norwegen auch noch andere Probleme mit sich. In Dänemark musste man die Rolle der Yvonne wegen des Todes der Hauptdarstellerin Kirsten Walther aus dem Film herausstreichen, in Norwegen war die Rolle des Kjell (Kjeld), gespielt von Carsten Byhring, der 1990 verstorben war, betroffen. Die Schauspielerin Aud Schønemann, die dessen Frau Valborg (Yvonne) darstellte, lebte dagegen zu diesem Zeitpunkt noch. Man behalf sich bei den Norwegern damit, indem man den Dynamit-Harry, gespielt von Harald Heide-Steen junior, wieder in den Film integrierte, der ja dort schon vorher viel öfter als in der dänischen Olsenbande zu sehen war.
Die norwegische Filmproduktionsfirma Teamfilm A/S erwarb schon 1968 die norwegischen Rechte zu der Olsenbande und hatte diese bis 1984 durchweg inne, verkaufte sie aber später. Schließlich gelangten sie nach einer langen Odyssee des Weiterverkaufes wieder in die Hände des dänischen Filmkonzerns Nordisk Film, wo die ursprünglichen Fassungen zu der Bande entstanden sind. Der vierzehnte und letzte norwegische Olsen-Film der Seniorbande wurde daher direkt von Nordisk Film produziert, ebenso wie die folgenden weiteren sieben norwegischen Olsenbanden-Junior-Filme (2001–2010).

## Hauptfiguren und Hauptdarsteller

### Egon Olsen

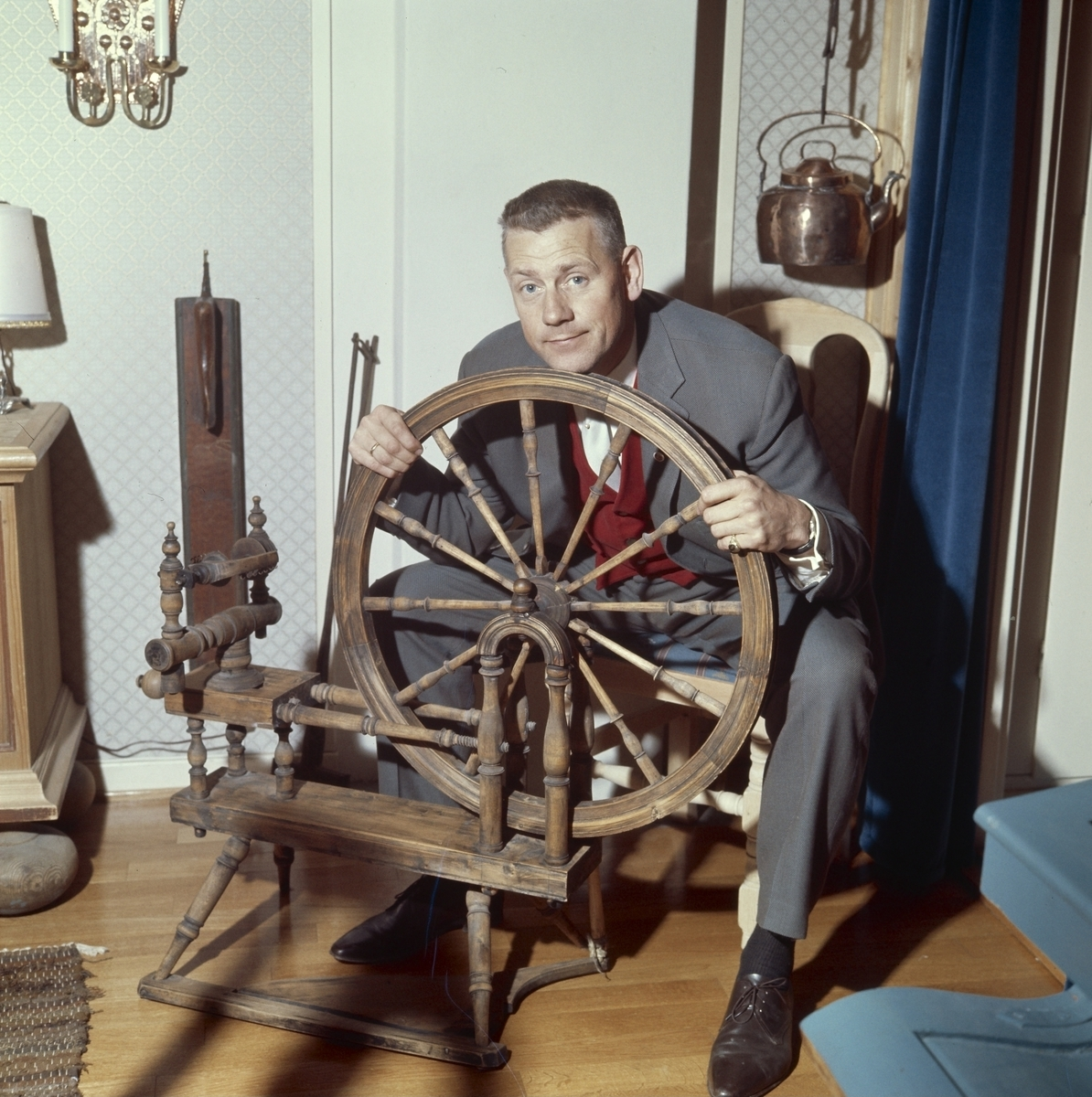
Arve Opsahl, alias Egon Olsen (1921–2007), um 1963.

- Egon Olsen wird von Arve Opsahl gespielt

Egon ist der Chef und das Gehirn der Olsenbande, daher ist die Bande auch nach seinem Nachnamen benannt. Laut der norwegischen Olsenbandenchronologie wurde er am 13. März 1923 in dem Ort Kløfta, der norwegischen Kommune Ullensaker im Fylke Akershus geboren. Markenzeichen von Egon sind eine Melone, ein Nadelstreifenanzug und eine Zigarre. Er verfügt außerdem über ein beträchtliches Repertoire an Schimpfwörtern. Seine Pläne sind genial und todsicher, aber oftmals geht der Coup trotzdem wegen eines kleinen Details daneben. Olsen ist ein typischer Antiheld und ein ewiger Verlierer, der aber trotz alledem immer ein Stehaufmännchen bleibt.
Zum ersten Mal musste er ins Gefängnis, als er ein Pferd zu einem Pferderennen gedopt hatte, was aber gründlich danebenging. Mit seinen Kumpanen Benny und Kjell gründete er später die Olsenbande, um durch kleinere kriminelle Handlungen, ohne entsprechende Arbeit, schnell zu Geld zu kommen. Sein erster ganz großer Coup gelang 1969, als er mit Benny und Kjell plante, den berühmten Kaiseraufsatz aus einer Deutschen Kunstausstellung in Oslo zu stehlen. Alles schien zunächst ganz gut zu gelingen, bis Kjells ältester Sohn Birger das Beutestück zurück zur Polizei brachte. Egon hatte anfangs in seiner Freizeit auch noch regelmäßige Bordellbesuche im Cafe Lefsa, wo er seine Freundin, die Puffmutter Connie, besuchte. 1970, nach einem misslungenen Banküberfall, lernte er die Sozialarbeiterin Bodil Hansen kennen, in die er sich ein wenig verliebt hatte. Die Sozialarbeiterin überzeugte Egon, endlich ein ehrlicher Bürger der Gesellschaft zu werden. Er löste sich von seiner Bande und nahm eine geregelte Arbeit in der Ringnes Brauerei auf, die sie ihm vermittelt hatte. Aber als Benny und Kjell ebenfalls anfingen dort zu arbeiten, dauerte es nicht lange, bis alle drei ihre Arbeit wieder verloren. Ebenfalls ging der folgende Job in einer Reinigungsfirma schief. Durch einen Kronjuwelen- bzw. Diamantendiebstahl einer amerikanischen Bande, in den Egon und seine Kumpane unfreiwillig mit hineingezogen wurden, fanden sie wieder zu ihren alten Gewohnheiten zurück. 1972 konnte Egon, erstmals in einen ehemaligen deutschen Bunker, seine Fähigkeiten zum Öffnen von Franz-Jäger-Panzerschränken aus Berlin unter Beweis stellen. Diese Spezialität zum Knacken von Tresoren dieser Marke, mit Stethoskop und Fingerspitzengefühl am Zahlenschloss, setzte er von da an öfters ein. Olsen war meist jedes Jahr während der 1970er und am Anfang der 1980er Jahre, nach einem misslungenen Plan im Gefängnis. Die Anzahl seiner Haftstrafen ist allerdings nicht genau feststellbar. Am Ende des zehnten Films wird Egon sogar feierlich vom Gefängnisdirektor für seine zehnte Inhaftierung im Botsfengselet begrüßt. In den letzteren Filmen der norwegischen Olsenbande werden häufig Egons fortschreitendes Alter und seine damit angeblich verbundene verminderte geistige Zurechnungsfähigkeit thematisiert. Obwohl Egon Olsen recht häufig Erfolg hat, werden seine Ansichten und seine kriminellen Methoden oftmals von seinen Bandenmitgliedern wie auch von ihren Gegnern als antiquiert bezeichnet. Nach seiner letzten Verhaftung 1984 verlor er den Kontakt zu Benny und Kjell. Nach seiner Freilassung lebte er einige Zeit im Osloer Alten- und Pflegeheim Solgløtt. 1999 fand die Bande aber wieder zusammen, nachdem Egon als Gast in einer Fernsehshow auftrat. Egon Olsen wurde – trotz seiner nicht mehr zeitgemäßen Methoden oder gerade deswegen – von Oberstaatssekretär Hallandsen engagiert, für ihn die hochbrisanten Wandenberg-Dokumente zu beschaffen. Nach dem allerletzten erfolgreichen Coup der Olsenbande ging er zusammen mit Benny, Valborg und Dynamit-Harry nach Spanien, um mit ihnen gemeinsam seinen Lebensabend zu genießen. Er lebte dann dort in der Villa von Kjell und Valborgs Sohn Basse Jensen.

### Benny Fransen

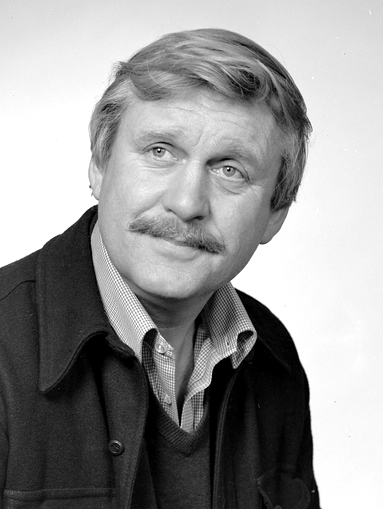
Sverre Holm, alias Benny Fransen (1931–2005), um 1981.

- Benny Fransen wird von Sverre Holm gespielt

Benny ist der Fahrer der Olsenbande. Er fährt nicht nur Autos, sondern auch beispielsweise Motorboote, Kleinlokomotiven, Kräne oder Panzer. Benny trägt immer ein braunkariertes Sakko und zu kurz geratene Hosen, gelbe Socken sowie einen Schlapphut. Benny hat ein loses Mundwerk und einen meist tänzelnden Gang. Er besitzt ein sichelförmiges Stück Messing, mit dem er leicht Türen, Automaten oder einfache Schlösser für die Bande öffnen kann.
1969 lernte er das Top-Model Ulla kennen und hat auch ein gemeinsames Kind mit ihr. Ein Jahr später war er aber schon von ihr wieder getrennt und führte wieder ein Leben als Junggeselle mit seinem Bruder Dynamit-Harry in der Olsenbande. Benny und sein jüngerer Bruder Harry wuchsen gemeinsam als Waisenkinder auf, da ihre Eltern schon sehr früh starben. Ihre Kindheit nach dem Tod der Eltern verbrachten sie bei einer Tante in einer Gegend östlich von Oslo. 1972 lernte Benny auf einem Ball die unverheiratete und nicht mehr ganz junge Ragnar Quist kennen, als während dieser Veranstaltung das Licht ausging. Benny verlobte sich mit Ragna und wollte sie heiraten, da sie auch eine ganz gute Partie zu sein schien. Ragnas Vater war der Besitzer eines Lebensmitteleinzelhandel-Laden, so dass Benny dort eine Stelle als Junior-Chef erhielt und Kjell bekam ebenfalls einen Job als Lagerverwalter. Eines Abends, als Kjell und Benny im Lager Natronlauge in Flaschen abfüllten, brachen Egon und Dynamit-Harry zufällig in das Büro von Quist ein und öffneten seinen Tresor. Der hinzukommende Besitzer verdächtigte Benny und Kjell, und sie landeten im Gefängnis. Sie wurden dann von Egon befreit und später rehabilitiert, aber die Beziehung zu Ragna zerbrach trotzdem, nachdem Benny feststellte, dass die Quists in Wirklichkeit hoch verschuldet waren. Benny hatte auch eine Schwester, die gut mit Valborg befreundet war. Benny blieb bis 1984 im Kontakt mit seinem Bruder Harry. Nachdem er Egon in einer Fernsehshow wiedererkannt hatte, fand die Olsenbande wieder zusammen. 1999 zog er mit dem Rest der Bande, nach dem letzten erfolgreichen Coup der Olsenbande, nach Spanien.

### Kjell Jensen

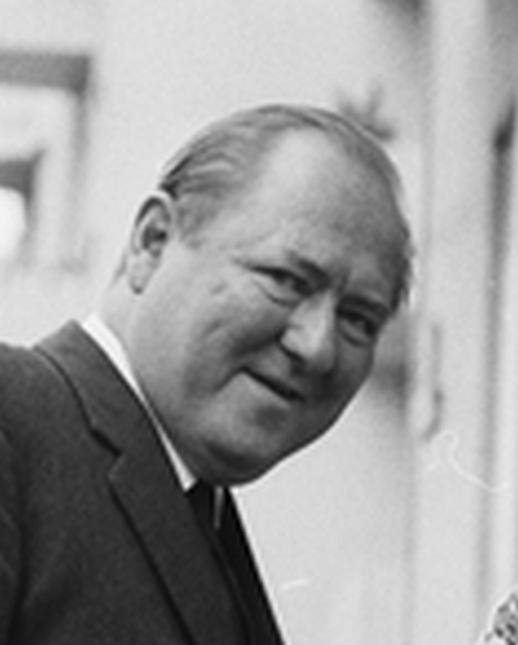
Carsten Byhring alias Kjell Jensen (1918–1990), um 1967. Da er schon 1990 starb, musste im vierzehnten letzten Film Dynamit-Harry wieder aktiv werden.

- Kjell Jensen wird von Carsten Byhring gespielt

Kjell ist etwas korpulent, aber ein aufrichtiger und ein sehr ängstlicher Mann, des Weiteren auch ein Familienmensch, sowie das einzige verheiratete Bandenmitglied. Das Familienleben ist ihm das Wichtigste und um seine Frau Valborg ist er stets besorgt, er richtet sich fast immer nach ihr bzw. ordnet er sich ihr unter. Kjell ist außerdem immer skeptisch gegenüber Egons Plänen und das auch aus gutem Grund. Egons Pläne begannen meist zwar ganz gut, endeten aber letztendlich stets in einer Katastrophe. Auch sind die Coups der Olsenbande nicht immer mit seinem Gewissen vereinbar. Die Verbrechen sind für ihn lediglich ein Mittel, um seiner Frau Valborg einen besseren, bzw. oft verschwenderischen Lebensstil zu ermöglichen und auch um seine Familie zu ernähren.
Kjells Hauptaufgabe bei den Coups der Band besteht meist darin, dass er alle benötigten Gegenstände, die die Olsenbande für die Durchführung des entsprechenden Planes braucht, zu besorgen hat. In seiner Hebammentasche führt er dann stets die entsprechenden Utensilien mit. Weitere seiner Markenzeichen sind ein braunes abgetragenes Jackett, eine Schiebermütze, Fliege und dazu ein Paar Turnschuhe. Kjells ängstliches und zögerliches Wesen sowie auch seine Naschsucht gefährden des Öfteren einen Coup der Bande.
Kjell ist seit 1957 mit Valborg verheiratet und hat drei Kinder: Birger, Basse und deren kleinen Bruder. Kjell versucht immer, so gut er kann, genügend Geld für seine Familie zu verdienen. 1962 hatte er auch noch einen eigenen kleinen Laden, wo er Kugelschreiber verkaufte. Aber das Geschäft ging nicht lange gut … Kjell versuchte auch, von Zeit zu Zeit in Hinterhöfen für Almosen zu singen, kam aber in der Regel, nur mit 5-Øre und einen Hosenknopf nach Hause. Im Jahr 1970 bekam er einen Job bei der Ringnes Brauerei zusammen mit Benny und Egon, aber er verlor die Stelle schon bald wieder. Im Jahr 1982 feierten er und seine Frau Valborg ihre Silberhochzeit, bzw. den 25-jährigen Hochzeitstag. Mit 12 Millionen Kronen konnten sie sich anschließend mit der Olsenbande nach Monte Carlo absetzen. Das Geld wurde ihnen aber wieder von Biffen (Dummen Schwein) abgenommen und sie waren demzufolge wieder mittellos. Kjell versuchte es danach wieder mit ehrlicher Arbeit bei der norwegischen Brauereigesellschaft Bryggeriforeningen. Er starb schon 1990 und hinterließ seine Frau Valborg als Witwe.

### Valborg Jensen

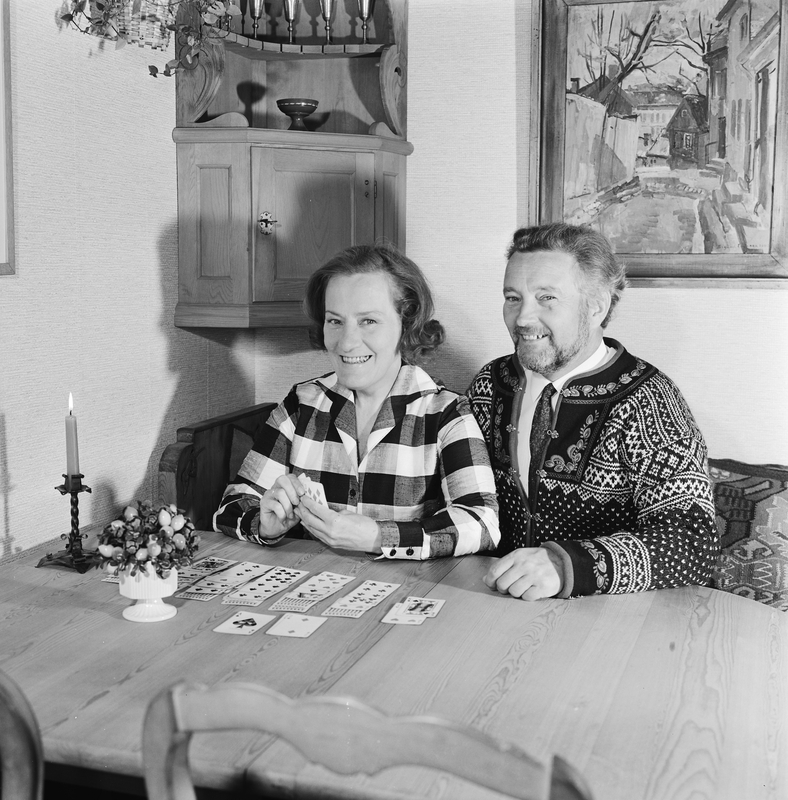
Aud Schønemann (1922–2006) alias Valborg Jensen mit ihrem Mann Jan Pande-Rolfsen, 1970

- Valborg Jensen wird von Aud Schønemann gespielt

Valborg ist Kjells Frau und die einzige, die es wagt Dinge auszusprechen, wobei sie auch schon mal Egon widerspricht, wenn sie anderer Meinung ist als er. Am liebsten würde sie das Geld aus Egons Plänen schon ausgeben, bevor es überhaupt erbeutet wurde. Sie hat eine Vorliebe für ausgefallene Mode, ein loses Mundwerk und ihr Wunsch ist es, in den Süden zu verreisen.
Sie heiratete Kjell Jensen 1957 und hatte mit ihm drei gemeinsame Kinder: Birger, Basse und deren kleinen Bruder. Außer ihrem mittleren Sohn Basse, sind die beiden anderen Kinder später nicht mehr zu sehen und leben offensichtlich nicht mehr bei ihr. 1969 gab es in ihrer Ehe ein wenig Zoff, so dass sie für eine Weile mit den Kindern zu ihrer Mutter zog, anschließend versöhnte sie sich aber wieder mit Kjell. Sie erwarb 1978 ihren Führerschein bei der Fahrschule Larsen. Im Rahmen ihrer Fahrschulstunde kam es zu einer anschließenden Verfolgungsjagd des Fahrzeuges vom „Dummen Schwein“ und „Meister Hansen“. Im Jahr 1984 bekam sie einen Job als Putzfrau im Osloer Munch-Museum, woraufhin sie anfing in ihrer Freizeit Bilder im Munch-Stil zu malen, bzw. zu kopieren. Sie malte schließlich so gut, dass Egon einen Plan umsetzte, die echten Munch-Gemälde durch Valborgs Kopien zu ersetzen. Sie versuchten anschließend auch, die Munch-Gemälde an einen französischen Kunstliebhaber zu verkaufen. Valborg ist seit 1990 verwitwet, nachdem Kjell 1990 starb. Sie lebte anschließend als Witwe alleine in Osloer Stadtteil Kampen. Nach dem letzten gelungenen Coup der Olsenbande zog sie gemeinsam mit Egon, Benny und Dynamit-Harry zu ihren Sohn Basse nach Spanien.
Valborg hieß in der dänischen Version Yvonne und wurde dargestellt von Kirsten Walther.

### Basse Jensen
- Kjell und Valborgs Sohn Basse wird von Pål Johannessen gespielt

Basse ist der Sohn von Valborg und Kjell. Sein Erkennungszeichen sind dunkle, in der Pubertät meist lange Haare und eine Brille. Er wurde 1959 geboren und wurde nach Kjells Vater Basse benannt. Schon als Kind war er 1969 erstmals dabei, als die Olsenbande ihren Plan umsetzen wollte, den Kaiseraufsatz zu stehlen. Basse ist von Anfang an durch seine schnelle Auffassungsgabe und Gewitztheit ein unverzichtbarer Helfer der Olsenbande. Seiner Mutter Valborg missfällt dies aber, da sie ihm ein möglichst gutbürgerliches Leben ermöglichen möchte. 1974 half er Egon, Kjell und Benny aus dem Gefängnis zu befreien. 1975 half Basse der Bande erneut bei einem Coup und 1978 half er, die Ming-Vase zu stehlen. Im selben Jahr heiratete er ein junges Mädchen namens Gry, die ein Kind von ihm erwartete. Später ging diese Beziehung in die Brüche und er heiratete ein anderes junges Mädchen. Er handelte später auch mit Diamanten und saß einige Zeit im Dartmoor-Gefängnis in Devon von England. Er zog schließlich mit seiner Mutter und dem Rest der Olsenbande nach Spanien.
Basse Jensen hieß in der dänischen Version der Olsenbande, Børge Jensen und wurde dort gespielt von Jes Holtsø.

### Birger Jensen
- Kjells ältester Sohn Birger, gespielt von Stein Thorsrud in dem ersten Olsen-Film; Olsen-Banden von 1969. Die Rollennamen von Kjells Söhnen „Basse“ und „Birger“ wurden erst nach dem zweiten Film endgültig festgelegt.

Im ersten Olsen-Banden-Film gibt er den von der Olsenbande geraubten Kaiseraufsatz der Polizei zurück und kassiert dafür einen Finderlohn.

### Dynamit-Harry
- Dynamit-Harry wird von Harald Heide-Steen junior gespielt

Dynamit-Harry (Dynamitt-Harry) ist Bennys Bruder und der beste Freund der Flasche. Der extrem trinkfreudige Sprengmeister war anfangs meist vollkommen unfähig irgendetwas zu sprengen, wenn er aber mal nüchtern war, war er viel zu nervös und zu ängstlich. In den 1960er Jahren gründete Harry seine eigene kleine Sprengstofffirma, aber er gab sie schon um 1970 wieder auf, nachdem einiges schiefgelaufen war. 1973 vermasselte er Egons Plan durch seine Trunkenheit und wurde anschließend zu einem Abstinenzler, bzw. versuchte er trocken zu werden. Egon musste zu dem Zeitpunkt wegen Harry ins Gefängnis, wofür er sich später bei ihm entschuldigte. Vor Egon selbst hat er aber eigentlich einen sehr großen Respekt. Egon kam bei ihm auch eine Weile unter, als sich Benny und Kjell von ihm losgesagt hatten. Nach einer Fahrt in einem Bierlaster wurde Harry aber rückfällig und wieder zum Trinker. 1977 half er der Olsenbande als vorgeblicher Bahnmitarbeiter bei ihrem großen Coup auf den Schienen. Anschließend entschied er sich, die Olsenbande zu verlassen und auch dem Dynamit abzuschwören. Harry schlief betrunken in einem Container ein und landete so in die Vereinigten Staaten. In den USA besuchte er dann anschließend entsprechende Kurse im Bereich der Informatik. Nach seiner dortigen EDV-Ausbildung wurde er ein „Meister der Tastatur“ und dadurch zu einem ultimativen Fachmann für Verbrechen mit Hilfe modernster Computertechnik. Er kam dann als Daten-Harry zurück nach Norwegen, um mit der Olsenbande die Weltbank auszurauben. Als auch dieser Coup schiefging, begann er wieder mit Dynamit zu arbeiten und bekam einen Job als Dynamit-Sprengmeister am Flughafen Oslo-Fornebu. Mit einem von dort ‚geborgten‘ Hubschrauber rettete er auch Egon Olsen, als Helikopterpilot vom Dach des SAS-Scandinavian-Airlines-Hotels. Nach dem letzten erfolgreichen Coup zog er 1999 mit der Bande nach Spanien.

### Café-Wirt Hansen

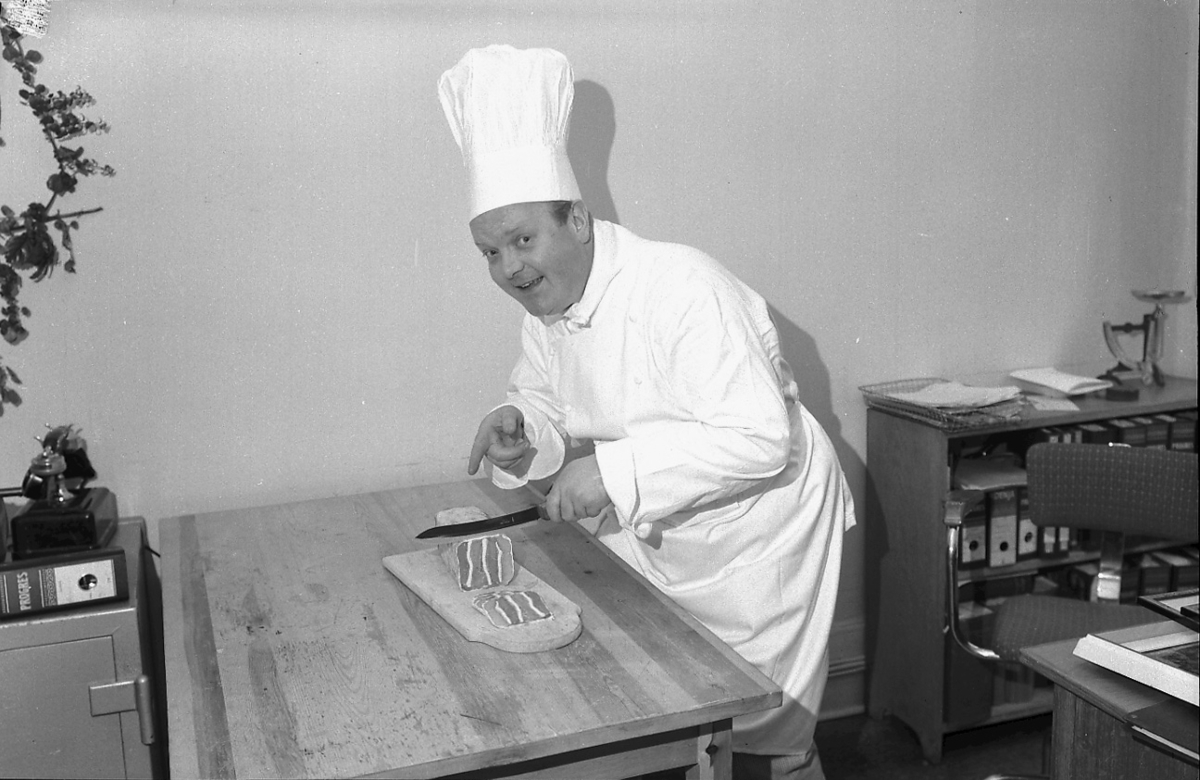
Willie Hoel (1920–1986) spielte in zwei Filmen den Wirt Hansen, später trat er auch noch in den Olsenbande-Filmen in anderen Rollen auf.

- Der Wirt Christian Hansen des Cafés Lefsa wird von Willie Hoel gespielt

Der Café-Wirt Hansen (Kafèvert Hansen) ist der Wirt des Cafés Lefsa mit einem angeschlossenen Bordellbetrieb und war meist wie ein Vater für die Olsenbande. Die Olsenbande traf sich anfangs zu ihren Planbesprechungen in den ersten zwei Filmen in seinem Etablissement. Des Weiteren konnte die Bande meist bei ihm in der Kneipe ihre Getränke anschreiben lassen. Im Jahr 1970, in dem Egon kurzzeitig ehrlicher Arbeit nachgeht, lässt er allerdings nichts mehr anschreiben. Nachdem amerikanische Gangster seinen Laden zerschossen haben, wird Egon außerdem noch zur unerwünschten Person.
Hansen gründete das Café Lefsa in den 1960er Jahren und führte es bis in die frühen 1970er Jahre. 1972 wurde seine Lokalität geschlossen, die Gründe dazu sind aber nicht bekannt. In der zweiten Etage, wo sich das angeschlossene Bordell befand, lebten auch Connie, Egons Freundin, und das Fotomodell Ulla, Bennys Verlobte. Für Valborg war dieses Lokal daher auch ein ziemlich anrüchiger Ort. Sie nahm es ihrem Mann Kjell übel, wenn er sich dort mit der Olsenbande traf.

### Die Polizei

#### Viggo Hermansen
- Kriminalkommissar Hermansen wird von Sverre Wilberg gespielt

Viggo Hermansen (auch in einem Film als Karl Leopold Hermansen bezeichnet) begann seine Karriere bei der norwegischen Kriminalpolizei als einfacher Beamter. Er ist, wie sein Mitarbeiter Assistent Holm, auffällig in braunem Karo gekleidet. Er verdächtigte bei kleinen Delikten zuerst immer die Olsenbande, aber bei größeren Verbrechen, bekam er von seinem Vorgesetzten die Antwort: «Dies kann nicht von einem Norweger verübt worden sein.» Später stieg er dann zum Kriminalkommissar auf und begann sich mit anderen Dingen zu beschäftigen, als einfache Kleinkriminelle, Diebe und Räuber zu jagen. Diese fand er dann auch schon fast sympathisch, so auch die Olsenbande, da er der Meinung war, dass man die „großen Verbrecher“ eh immer laufen lasse. Im Gegensatz zu den ersten Filmen will Hermansen, wenn es möglich ist, so wenig wie möglich irgendwelche Unannehmlichkeiten haben und schiebt daher am liebsten einen ruhigen Dienst nach Vorschrift. Im Film Olsenbanden for full musikk, wurde er am Ende mit dem St. Olavs Orden ausgezeichnet, und im Film Olsenbanden møter Kongen & Knekten, wurde er wegen eines „kleinen“ Missverständnisses am Ende in einer Zwangsjacke verhaftet. Später wurde er wieder rehabilitiert und zurückgeholt. Hermansen wurde 1978 wegen seiner Unfähigkeit degradiert und zur berittenen Polizei versetzt, wo er unter anderem auch Pferdeställe reinigen musste. Aber 1979 bekam er seinen alten Job als Kriminalkommissar zurück. Im Film Olsenbanden og Dynamitt-Harry mot nye høyder hatte es Hermansen dann mit einem Fall zu tun, wo es um eine Filmrolle mit geheimen Daten zur norwegischen Ölförderung in der Nordsee ging, hinter der auch die Olsenbande her war. Am Ende des Films, als er einen Verdächtigen ohne Beweise verhaften ließ, wurde er erneut aus dem Polizeidienst entlassen. Als er Egon Olsen noch in seiner letzten Amtshandlung frei ließ, bekam Olsen einen vertauschten Koffer mit seiner Anglerausrüstung. Hermansen reiste stattdessen nun mit Egons 100 Millionen Deutscher Mark, nach Kanada zu seiner Schwester. 1981 wurde Hermansen einmal sogar von Benny mittels eines Kanonenrohrs außer Gefecht gesetzt. Im Film Olsenbandens aller siste kupp von 1982 wurde er wieder in den Polizeidienst zurückgeholt, allerdings jetzt nur noch als Assistent für Holm, der jetzt seine Aufgabe als Chef übernommen hatte. In demselben Film will er in den Vorruhestand gehen, verabschiedet aber die Olsenbande bei ihrer Abreise nach Monte Carlo noch feierlich mit einem Polizeiorchester als vermeintliche „Retter des Weltfriedens“. 1984 ist er aber (wieder oder noch) im Dienst, als die Olsenbande einen Diebstahl im Munch-Museum begehen will. Am Ende des Films verhaftete er Egon, diesmal aber als mutmaßlichen illegalen Sexvideo-Produzenten und ging dann später tatsächlich in den Ruhestand. Sein ehemaliger untergebener Kollege Holm übernahm dann endgültig seinen Part.

#### Walter Holm
- Holm, gespielt von Øivind Blunck und Anders Hatlo sowie von Ulf Wengård

Auch er ist wie sein Chef Hermansen in auffälliges braunes Karo gekleidet. Holm ist ein sehr ehrgeiziger Mitarbeiter, der alles für seine Karriere tut und unbedingt alles um jeden Preis aufklären will. Selbst die Justizministerin Mona Røkke kennt er persönlich und duzt sie sogar mit ihrem Vornamen Mona. Sein übereifriger Ehrgeiz und seine guten Beziehungen helfen ihm später bei seinen weiteren Karriereschüben, bzw. ersparen ihm evtl. Unannehmlichkeiten, im Gegensatz zu Hermansen.
Holm trat erstmals im sechsten Film Olsenbandens siste bedrifter in Erscheinung, als Hermansen Assistent im Polizeidienst. Er wurde 1977 zu einem ständigen Mitarbeiter von Hermansen. Seinen ersten eigenen Fall bekam er im Film Olsenbanden og Dynamitt-Harry på sporet von Hermansen, als Valborg den Diebstahl „ihres“ Vermögens in Spanien anzeigte. Er verhaftete schließlich Biffen, das „Dumme Schwein“, als vermeintlichen Dieb von Egons Geld. Holm wurde schließlich befördert und erhielt 1978 eine höhere Position im Film Olsenbanden + Data–Harry sprenger verdensbanken, während Hermansen in die Polizei-Stallungen strafversetzt wurde. Im Film Olsenbandens siste stikk von 1982 übernimmt er von Hermansen die Position als Kriminalkommissar, während Hermansen sein Assistent wird. Im letzten Olsenbandenfilm 1999 hatte er mit Gran, dem Assistenten 2. Grades, einen neuen Untergebenen. Holm entwickelte nun ähnliche Eigenarten, wie Hermansen früher – er will so wenig wie möglich irgendwelche Unannehmlichkeiten haben, während Gran unbedingt schnell ungestüm Fälle lösen will. Auch Holm möchte vorzeitig pensioniert werden. Vom neuen Oberstaatssekretär Grønn-Larsen wird Holm endlich, für seine Hilfe bei den Wandenberg-Dokumenten, vorzeitig pensioniert.

#### Assistent 2. Grades Gran
- Assistent 2. Grades Gran, gespielt von Johannes Joner

Der Polizeiassistent 2. Grades Gran ist 1999 im letzten Film der Olsenbande der Mitarbeiter von Holm. Nach der Pensionierung von Holm 1999, übernahm er dessen Stelle. Vorher musste er noch den des Amtes enthobenen und strafversetzten Oberstaatssekretär Hallandsen in die norwegische Provinz Flekkefjord begleiten.

#### Polizeichef
- Der Polizeichef wird von 1969 bis 1970 von Georg Richter gespielt; der „neue“ Polizeichef wird von 1974 bis 1977 von Wilfred Breistrand gespielt

Der alte Polizeichef tritt in den ersten zwei Filmen als unmittelbarer Vorgesetzter von Hermansen auf. Da der Schauspieler Georg Richter schon 1972 starb, wurde 1973, im vierten Film, Olsenbanden og Dynamitt-Harry går amok, ein neuer Polizeichef eingeführt.

### Die Gegenspieler der Olsenbande
In den meisten Filmen hatte die Olsenbande neben der Polizei noch weitere Gegenspieler. Waren es anfangs nur Verbrecher, die ihre Taten mehr oder weniger offen verübten, wie der Mafiaboss Serafimo Motzarella, gespielt von Andy Andersen, bekamen sie es später dann mit viel mächtigeren Gegnern zu tun.

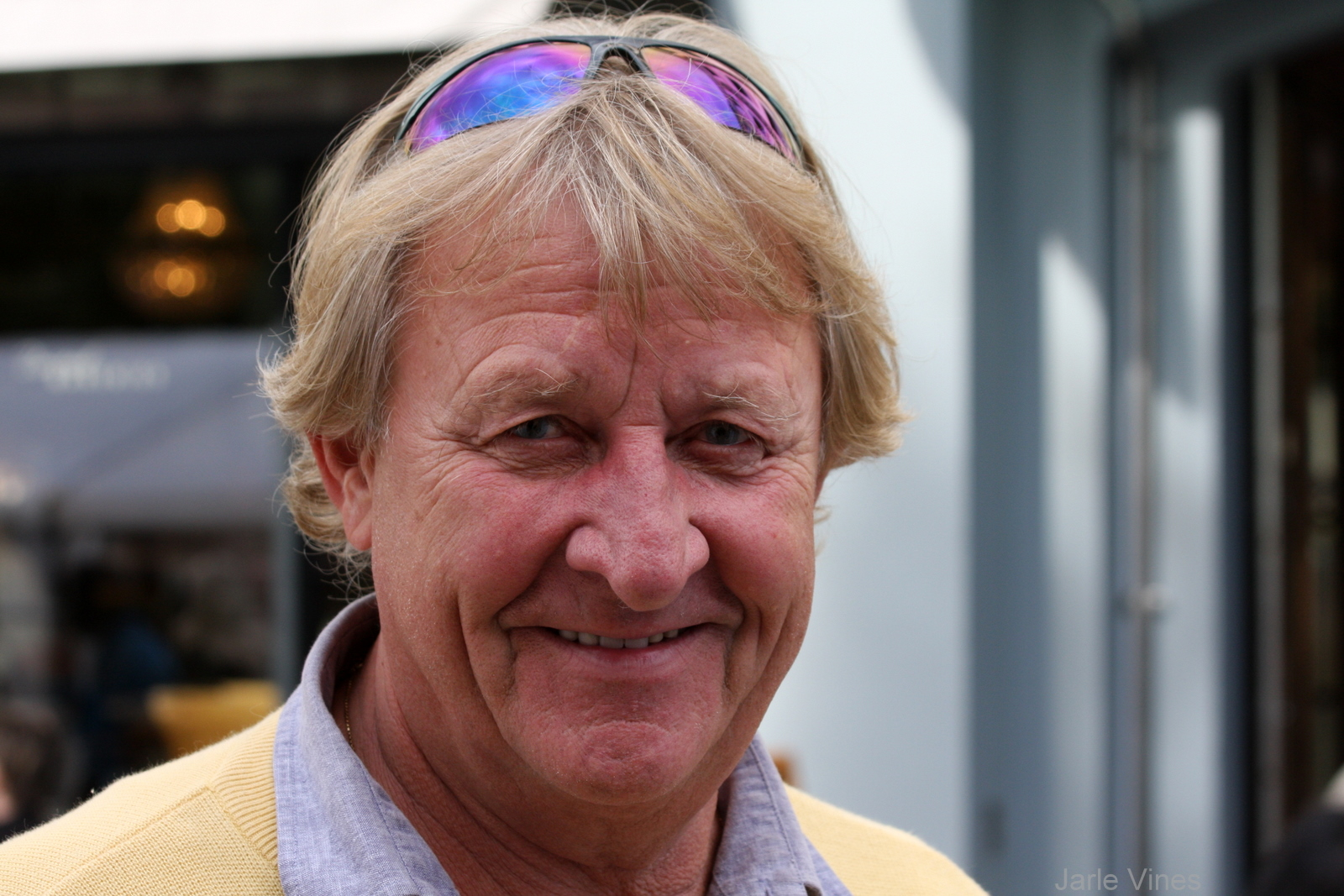
Ivar Nørve (* 1941) spielte zweimal den Hallandsen.

#### Bang-Johansen und Hallandsen
- Bang-Johansen, gespielt von Per Lillo-Stenberg, Alf Nordvang und Halvard Flatland, und Hallandsen, gespielt von Ivar Nørve und Nils Ole Oftebro

Bang-Johansen und Hallandsen sind zwei nicht ganz ehrlich Geschäftsleute, die häufig zusammenarbeiten, auch als Direktoren der Versicherungsgesellschaft «Hoher Norden» (Høye Nord) 1982. Sie vertreten in der Öffentlichkeit meist ehrbare Politiker und stellen sich als loyale Geschäftsleute dar, die aber in Wirklichkeit unter der Hand Steuerhinterziehung, Unterschlagung oder illegalen Waffenhandel betreiben, bzw. vertreten sie auch das multinationale Finanzkapital sowie die sogenannten „multinationalen Konsortien“. Sie versuchen oftmals die Olsenbande auszutricksen, so wie sie um ihren rechtmäßigen Anteil zu bringen. Hallandsen wird, wenn irgendetwas schiefläuft, zunehmend nervöser und unsicherer was bis zu einer Ohnmacht oder sogar einem Nervenzusammenbruch gehen kann, wenn die Dinge nicht so laufen wie geplant. Bang-Johansen ist der strenge, zynische und kluge Part und immer fest entschlossen, seine Ziele um jeden Preis zu erreichen. Im letzten Film Olsenbandens siste stikk wurde Bang Johansen von Hallvard Flatland dargestellt, während Hallandsen, der Oberstaatssekretär des Justizministeriums, von Nils Ole Oftebro gespielt wurde. Hallandsen wurde, nachdem er an den besagten Wandenberg-Dokumenten scheiterte und dieser nicht habhaft werden konnte, seines Amtes enthoben und zur Strafe in die norwegische Provinz nach Flekkefjord versetzt.

#### Dummes Schwein (Biffen)

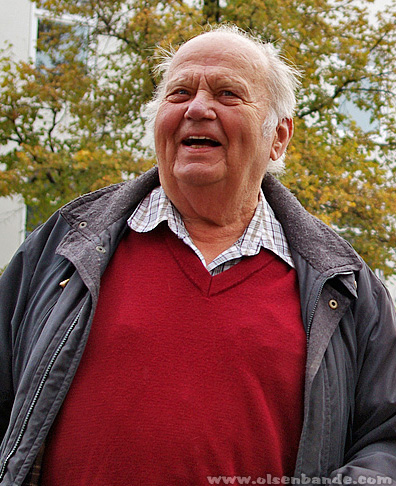
Ove Verner Hansen im Oktober 2013 in Kopenhagen

- Biffen („Dummes Schwein“, dänisch „Bøffen“, beides auf Deutsch = Bulette), gespielt einmalig in Olsenbandens siste bedrifter von Torgils Moe und danach in weiteren Folgen nur noch von Ove Verner Hansen.

Das „Dumme Schwein“, von Benny wurde auch er manchmal auch als «Råtassen» (Schläger) bezeichnet, fungiert meist als willfähriger Handlanger der Kapitalverbrecher Hallandsen und Bang-Johansen. Biffens einzige Aufgabe besteht meist darin, Egon zu beseitigen und ihm dabei das gestohlene Geld wieder abzunehmen. Er selbst ist dabei auch sehr einfallsreich, jedoch können Benny und Kjell seine Pläne vereiteln und ihren Chef stets in letzter Sekunde retten.
Seinen ersten Auftritt hatte Biffen 1975 in Olsenbandens siste bedrifter (gespielt von Torgils Moe), wo er Egon Olsen endgültig beseitigen soll und ihm wieder die Bedfort-Diamanten abnimmt.
Biffen (Ove Verner Hansen) kam 1977 im Auftrag des unseriösen internationalen Konzerns Multi Scan erneut nach Norwegen. Seine erste Mission war es, der Olsenbande die 90 Millionen in Spanien wieder abzunehmen. In Norwegen tauschte er dann das Geld für Multi-Scan in Goldbarren um. Anschließend versuchte er außerdem, Egon per Paket nach Australien zu verschicken, um ihn loszuwerden. Letztendlich scheiterte er aber auf der ganzen Linie und wurde sogar noch als vermeintlicher Dieb von Egons Geld verhaftet. Später arbeitete das „Dumme Schwein“ mit Meister Hansen zusammen, Egons schlimmsten Feind. Um 1982 arbeitete er als Wachmann für die Versicherungsgesellschaft «Hoher Norden» (Høye Nord) und bekam von dort mehrmals den Auftrag, Egon Olsen endgültig zu beseitigen. Einmal will er Olsen in die Luft sprengen und ein anderes Mal will er ihn in Säure auflösen. Das „Dumme Schwein“ folgte der Olsenbande anschließend auch nach Monaco und nahm Egon erneut seine erzielte Beute auf einer Luxusjacht wieder ab. Ab dem Jahr 1984 arbeitete er dann im Osloer Vergnügungspark Tivoli und hatte den Auftrag, die gestohlenen Munch-Gemälde der Olsenbande aus Valborgs Atelier zu holen. Da sich aber dort nur Valborgs Kopien befanden, wurde er von seinem Auftraggeber geohrfeigt und gefeuert. Dafür rächte er sich dann bei Egon, entführte ihn und wollte ihn mit Hilfe einer Kreissäge auf einer Zersägten-Jungfrau-Utensilie halbieren. Benny und Kjell retteten ihn aber wieder rechtzeitig. Biffens anschließendes weiteres Schicksal ist nicht bekannt.

#### König und Knappe sowie Jenny

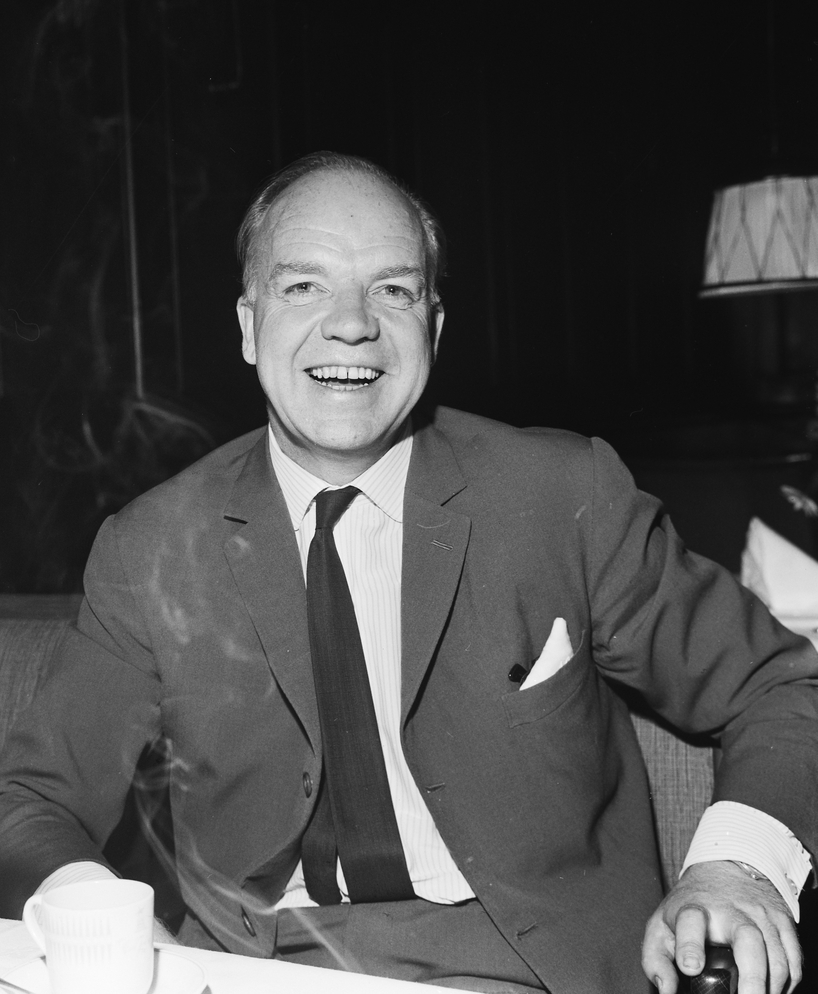
Henki Kolstad spielte in der Olsenbande die Rolle des Knappen und des Meister Hansen.

- Kongen (König) wird von Henki Kolstad gespielt, Knekten (Knappe) von Frank Robert und Jenny von Wenche Steen

Der König und Knappe (Kongen og knekten): Victor Emanuel Jensen und Emil Boldoni, besser bekannt als der König und der Knappe, sind die Rivalen der Olsenbande. Zuerst hatten sie der Olsenbande 1974 die Beute, das Silbergeschirr eines reichen Beamten, abgenommen. Kurz darauf, nach einem erfolgreichen großen Coup der Olsenbande zu einem Geldtransport der Fellesbanken, stahlen sich der König und der Knappe wieder deren Beute, diesmal mit Hilfe von Jenny. Benny hatte Jenny im Osloer Frognerbad als die Kleine aus dem Schwimmbad beobachtet und identifiziert, aber zu spät. Jenny ist die Nichte des Königs und Schwester des Knappen. Egon nahm das Geld dem König zwar wieder ab, aber nach ein paar Tagen holte es Jenny wieder zurück. Sie setzte sich anschließend mit dem Geld der Olsenbande für immer in Richtung Mallorca ab. König und Knappe, die als „Millionäre“ im Osloer Grandhotel eingecheckt hatten, mussten ihre Schulden dort nun als Tellerwäscher abarbeiten. In den 1990er Jahren kamen der König und Knappe in das Osloer Alten- und Pflegeheim Solgløtt. In demselben Heim lebte auch Egon bis 1999, bis er wieder zu seiner Bande zurückfand.

#### Meister Hansen
- Meister Hansen wird ebenfalls von Henki Kolstad gespielt

Meister Hansen (Mester Hansen) heißt mit richtigen Namen Arnold F. Hansen und wurde am 29. Februar 1922 geboren. Er ist der selbsternannte Erzfeind von Egon Olsen. Den eigenen Angaben zufolge traf er Egon erstmals um 1968 und ist seitdem mit ihm seit über 10 Jahren verfeindet. Warum er Olsen hasst, ist nicht bekannt, nur dass er sich zum Zeitpunkt des Wiedertreffens 1978 endlich an ihm rächen will. Meister Hansen versuchte Egon mit Hilfe seines Helfers Biffen (Dummes Schwein) mehrmals loszuwerden. Am Ende des Filmes Olsenbanden og Data-Harry sprenger verdensbanken wird er verhaftet und will sogar alle Coups, die die Olsenbande begangen hat, auf sich nehmen, um sich vor der Polizei als erfolgreicherer Verbrecher darzustellen. Egon Olsen, der dazukommt, geht dies aber zu weit. Seine „Berufsehre“ lässt dies nicht zu, sodass er alle Taten gesteht. Durch die Konfrontation mit Meister Hansen entschied sich Daten-Harry, wieder der alte Dynamit-Harry zu werden.

## Inhalt

### Handlungsschema der Filme

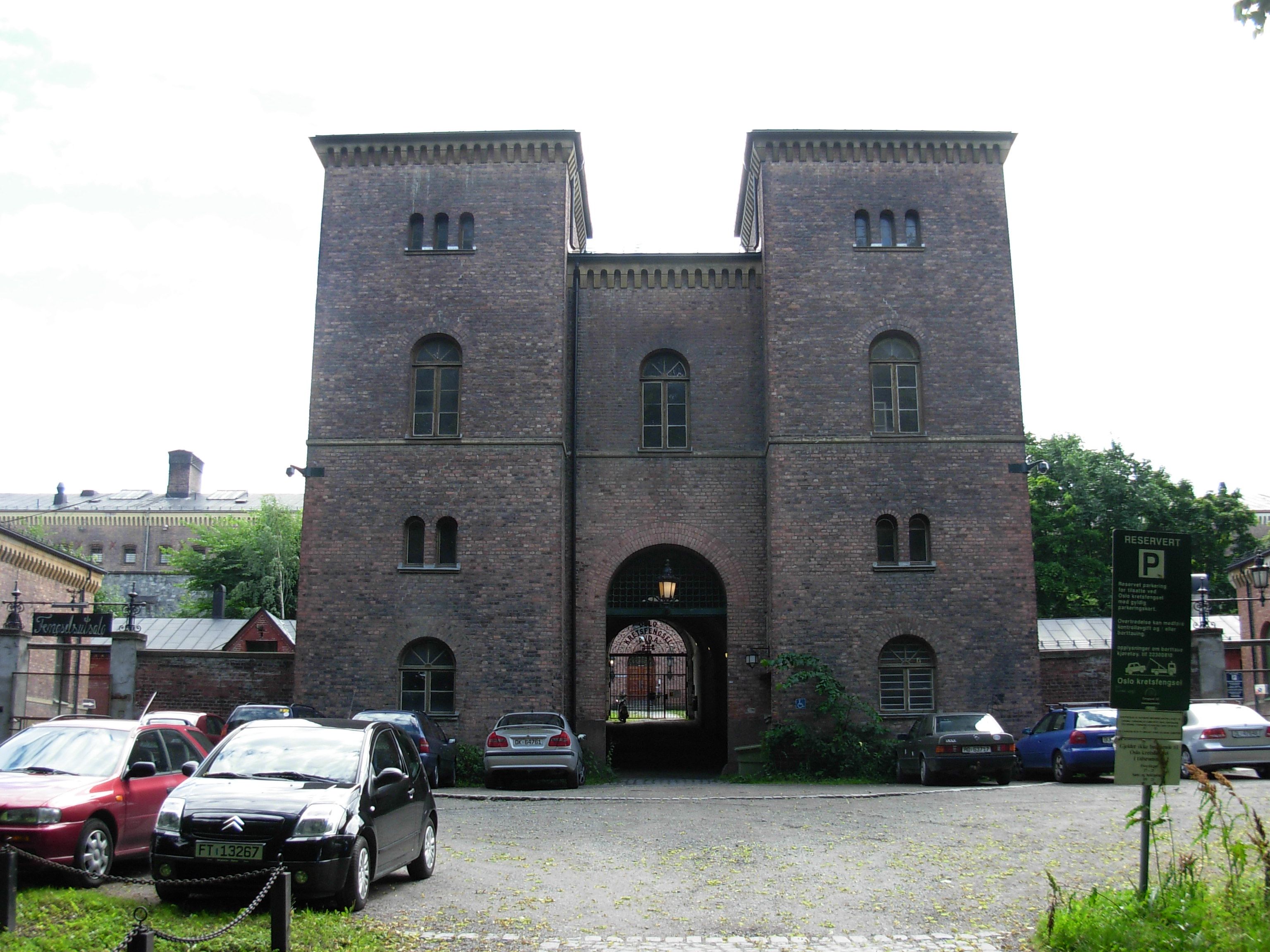
Der Hauptwohnsitz des norwegischen Egon Olsen, das Osloer Staatsgefängnis Botsfengselet. Analog zur dänischen Olsenbande wird er bei seiner Freilassung am Gefängnistor hier mit Fähnchen von Benny und Kjell gebührend empfangen.

Die norwegischen Olsenbandenfilme sind wie ihre dänischen Vorbilder keine Filmserie, demzufolge bauen die Handlungen der einzelnen Filme auch nicht aufeinander auf. Dafür wird aber immer wieder ein ähnliches Handlungsmuster wiederholt und dabei neu variiert. Dabei kommt es gelegentlich zu kleinen Unstimmigkeiten zwischen den einzelnen Filmen. Durch die veränderte Reihenfolge im Vergleich zur dänischen Olsenbande, gibt es teilweise noch weitere Unstimmigkeiten in der Olsenbanden-Chronologie.
Die norwegische Olsenbande hat ihre Heimat in Oslo und die meisten Handlungen finden dort auch statt. Als Domizil der Olsenbande dient Kjell und Valborg Jensens Wohnung im Osloer Stadtviertel Kampen. Das dortige Haus liegt in der Ullensaker Gata 1 A und im Erdgeschoss befindet sich die entsprechende Wohnung. In den ersten zwei Filmen treffen sie sich noch zu ihren Besprechungen beim Wirt Christian Hansen des Cafe Lefsa mit einem angeschlossenen Bordellbetrieb. Der Bandenchef ist in jedem Film immer Egon Olsen. Des Öfteren gehen jedoch die Coups der Bande schief. Während Benny und Kjell der verfolgenden Polizei meist entkommen, wird Olsen im Gegensatz dazu öfter erwischt und verhaftet. Egons zweites Zuhause ist dadurch das Osloer Gefängnis Botsfengselet. Mit einem neuen Plan unter dem Arm für neue Coups, kehrt er dann nach seiner Freilassung zurück. Analog zur dänischen Olsenbande wird er bei seiner Freilassung am Gefängnistor von Benny und Kjell mit Fähnchen gebührend empfangen. Danach fahren sie gemeinsam mit Bennys Auto zu Kjell nach Hause, wo Egon dann bei einer Runde Bier, seinen neuen Plan bekanntgibt. Meistens will Kjells Frau Valborg entscheiden, wofür das mutmaßlich erbeutete Geld dann verwendet werden soll. Zu Beginn des Filmes beginnt die Bande manchmal mit einem kleineren Einbruch, um genügend Startkapital für den größeren Haupt-Coup zu bekommen. Fast jeder Film endet damit, dass Egon wieder verhaftet wird oder jemand anderes sich die Beute der Olsenbande aneignet und damit verschwindet.
Ein sehr oft vorkommendes Phänomen bei der Olsenbande ist, dass die Fahrzeuge der Bande keinen Kraftstoff (meistens Benzin oder Diesel) mehr haben. Dies betrifft aber nicht nur Bennys Auto, sondern auch die gestohlenen Fahrzeuge, sowie auch den Benzinmotor-Hammer im Film 3, oder auch mal ein „geborgtes“ Motorboot. Aus diesem Grunde fragt dann Egon meist: „Was ist jetzt los?“ worauf Benny antwortet, „ja, zum Teufel. Wir haben kein Benzin mehr. Ich habe doch vorgestern für einen Fünfer getankt!“ Ein anderes bekanntes Phänomen ist, dass Valborg sofort damit beginnt Pläne zu machen, wofür das in Aussicht stehende Geld verwendet werden soll und, wenn sie verreisen wollen, „hat sie nie etwas anzuziehen“. Valborgs finanzielle Planungen beginnen außerdem schon, bevor überhaupt der geplante Coup der Bande begonnen wurde, bzw. die Beute erlangt werden konnte. Benny besitzt auch ein sichelförmiges Stück Messing, das er hilfreich für die Bande zur Startkapitalbeschaffung einsetzt sowie auch direkt bei einem entsprechenden Coup, womit er unter anderem Schlösser, Parkuhren, Türen, Tanksäulen und Zigarettenautomaten knacken kann.
Anschlagsziel der Olsenbande ist meist ein Tresor der Firma Franz Jäger aus Berlin, der sich fast immer nur von einem richtigen Experten wie Egon Olsen öffnen lässt.

### Die 14 Filme
| No. | Originaltitel                                   | deutscher Titel bzw. Übersetzung                     | basiert auf: | Filmpremiere in Norwegen | Straftaten der Olsenbande | Handlung |
| --- | ----------------------------------------------- | ---------------------------------------------------- | --- | ------------------------ | --- | --- |
| 1   | Olsen-Banden auch Olsenbanden – Operasjon Egon  | Die Olsenbande: Operation Egon                       | dem ersten dänischen Film: Die Olsenbande * Premiere in Dänemark: 11. Oktober 1968, Länge: 77 Minuten | 11. August 1969          | Einbruch in einem Tabakladen, Diebstahl des Kaiseraufsatzes und mehrfacher Autodiebstahl | Länge: 82 Minuten Die Olsenbande bricht in einen Tabakladen ein, wo in der Folge nur Egon erwischt und ins Osloer Gefängnis muss. Als Olsen später wieder entlassen wird, hat er einen Plan: Sie wollen einen Kunstgegenstand, den sogenannten Kaiseraufsatz aus dem Erbe der Hohenzollern, aus einer deutschen Kunstausstellung in Oslo stehlen und sich anschließend nach Mallorca absetzen. Nachdem der Kunstraub gelungen ist, bleibt ihr Auto auf dem Weg zum Flughafen liegen. Der Kaiseraufsatz gelangt in der Folge in den Kinderwagen von Kjells Nachwuchs und seine Frau Valborg nimmt ihn mit. Als die Olsenbande den Kinderwagen wiederbekommt, ist dieser allerdings leer. Benny hatte ein Bild von sich und seiner Freundin Ulla am Tatort verloren und daher ist die Polizei hinter den dreien her. Benny und Kjell versöhnen sich wieder mit ihren Partnern und Kjells ältester Sohn Birger gibt den Kaiseraufsatz gegen einen Finderlohn bei der Polizei ab. Hermansen wird degradiert, aber Egon Olsen muss wieder in den Knast. |
| 2   | Olsenbanden og Dynamitt-Harry                   | Die Olsenbande und Dynamit-Harry                     | dem zweiten dänischen Film: Die Olsenbande in der Klemme * Premiere in Dänemark: 3. Oktober 1969, Länge: 105 Minuten | 10. August 1970          | Diamantendiebstahl und mehrfacher Autodiebstahl | * Länge: 100 Minuten Die Olsenbande überfällt eine Sparkasse – die bereits von jemand anderem ausgeräumt wird. Egon wird verhaftet, und als er wieder freigelassen wird, will er – inspiriert durch die Sozialarbeiterin Bodil Hansen – nichts mehr mit Verbrechen zu tun haben. Diese verschafft ihm und später auch Kjell und Benny eine Arbeit in der Ringnes Brauerei. Allerdings werden sie wieder gefeuert, als Egon dort ein Durcheinander anzettelt. Bei ihrem nächsten Job, als Reinigungskräfte in der „Norwegischen Nationalbank“, werden sie ungewollt Zeugen eines Raubes und werden verdächtigt, die dort eingelagerten norwegischen Kronjuwelen und Diamanten gestohlen zu haben. Die Olsenbande wird daraufhin von der Polizei gesucht und will aber auf eigene Faust ihre Unschuld beweisen sowie sich rächen. Nachdem es ihnen gelingt, den Cellokasten mit der Beute zu bekommen, werden sie auch noch von den verantwortlichen amerikanischen Gangstern gejagt. Bodil Hansen findet mit dem amerikanischen Mafioso Serafimo Motzarella ein Thema für ihre Doktorarbeit und nimmt Kontakt zu ihm auf, außerdem überredet sie ihn, sich der Polizei zu stellen. Motzarella gibt anschließend vor der Polizei zu, die Kronjuwelen gestohlen zu haben, handelt aber gleichzeitig einen Deal zu ihrem Verkauf aus. Bodil Hansen geht mit Motzarella nach Amerika und die Vorwürfe gegen die Olsenbande werden fallen gelassen. Egon wird aber von Hermansen wegen der vielen kleinen Delikte, wie Sachbeschädigungen, Verstöße gegen die Straßenverkehrsordnung usw. verhaftet, die bei der Verfolgungsjagd entstanden sein sollen. |
| 3   | Olsenbanden tar gull                            | Die Olsenbande gewinnt Gold                          | dem dritten dänischen Film: Die Olsenbande in Jütland *Premiere in Dänemark: 8. Oktober 1971, Länge: 96 Minuten | 9. September 1972        | Autodiebstahl, Bergen von Goldbarren und Falschgeld aus einem militärischen Sperrgebiet, Versuch des Einlösens des Falschgeldes                                                                                      | * Länge: 94 Minuten Egon hat im Gefängnis einen Schatzplan zu einem ehemaligen deutschen Bunker erworben. Die Olsenbande fährt um diesen alten Generalsschatz aus dem Zweiten Weltkrieg zu heben, in die norwegische Provinz Sørlandet. Zur gleichen Zeit ist auch noch ein anderes Gaunerpaar ist ebenfalls hinter dem Nazi-Gold her. Nachdem ihr Fahrzeug in Sørlandet liegen geblieben ist, treffen sie auf den Schrotthändler Mats Matsen. Der Schrotthändler leiht ihnen die nötige Ausrüstung, will dafür aber später auch die Hälfte des Schatzes. Letztendlich gelingt es der Olsenbande den kompletten Schatz in Form von einer Kiste mit Goldbarren und einen Koffer voller Dollarnoten zu bergen. Matsen nimmt sich seinem Anteil und behält das Gold und die Olsenbande bekommt die Dollar. Bei der Umtauschaktion der Dollar in norwegische Kronen stellt sich heraus, dass die Banknoten gefälscht sind. Egon Olsen wird als vermeintlicher Falschgeldbesitzer verhaftet. |
| 4   | Olsenbanden og Dynamitt-Harry går amok          | Die Olsenbande und Dynamit-Harry laufen Amok         | dem fünften dänischen Film: Die Olsenbande läuft Amok * Premiere in Dänemark: 5. Oktober 1973, Länge: 97 Minuten | 29. November 1973        | Diebstahl der Tageseinnahmen aus dem Osloer Kino Colosseum und von 6 Millionen Kronen Schwarzgeld. | * Länge: 102 Minuten Die Olsenbande will sich die Tageseinnahmen aus dem Osloer Kino Colosseum stehlen. Durch das Auftauchen von Bennys betrunkenem Bruder Dynamit-Harry, geht der Coup schief und Egon wird erwischt und muss ins Gefängnis. Nachdem Olsen freigelassen wird er nur von Harry erwartet, der nach seinem verrissenen Überfall mit trinken aufgehört hat. Benny und Kjell wollen mit Egon und Harry nichts mehr zu tun haben. Benny hat sich mittlerweile mit der nicht attraktiven Tochter eines Ladenbesitzers verlobt und will diese heiraten sowie ist dort als Juniorchef angestellt und Kjell als Lagerverwalter. Dynamit-Harry bietet dafür Egon eine Zusammenarbeit an. Der geplante Bruch führt ausgerechnet in Quists Laden. Im Tresor ist aber nichts drin. Benny und Kjell die zufällig dazu kommen, werden von Quist aber vermeintliche Diebe erwischt und von der Polizei verhaftet. Mit Hilfe von Kjells Sohn Basse werden Kjell und Benny befreit. Nun geht die Olsenbande Egons großen Plan an, die 6 Millionen Kronen Schwarzgeld des windigen Unternehmers Hallandsen zu stehlen, dem auch die Polizei auf den Fersen ist. Zwischendurch wird Egon wieder bei seinem Coup unterbrochen, als die Familie Quist wieder auftaucht. Egon macht sich nun alleine auf um das Geld sich zu holen, was ihm sogar gelingt. Nur zum Schluss muss sich Olsen bei seiner Flucht in einem Fischkühlhaus verstecken. Als Benny und Kjell feststellen, dass die Quist komplett pleite sind, stoßen sie wieder dazu und können Egon mit Harrys Hilfe im letzten Moment retten. Die Polizei, die im selben Moment den Hallandsen Büro stürmt, kommt aber nicht in dessen Tresor herein und holt sich daher Egon Olsen als Fachmann. Benny und Kjell werfen vor Angst bei der auftauchenden Polizei das Geld in einem Mülleimer, die ausgerechnet auch noch abgeholt wird. Das Geld wird in der Müllverbrennungsanlage verbrannt, da Benny und Kjell zu spät kommen. Egon wird nach seiner Dienstleistung wieder zum Flughafen gebracht und der Olsenbande gelingt auch die Flucht nach Mallorca, allerdings mittellos. |
| 5   | Olsenbanden møter Kongen & Knekten              | Die Olsenbande trifft König & Knappe                 | dem vierten dänischen Film: Die Olsenbande und ihr großer Coup * Premiere in Dänemark: 6. Oktober 1972, Länge: 94 Minuten | 15. August 1974          | Tafelsilber, 4 Millionen Kronen | * Länge: 93 Minuten Die Olsenbande stiehlt sich während eines Fußballspieles Tafelsilber eines reichen Beamten und Fußballfanatikers. Eine gegnerische Bande bestehend aus dem „König“ (Kongen) Victor Emmanuel Jensen (Arthur Jensen), dem „Knappen“ (Knekten) Emil Boldoni und dessen Schwester Jenny nimmt ihnen aber die Beute abnimmt. Egon Olsen wird auch auf Grund einer Übertragungsstörung durch Wohnungsinhaber erwischt und anschließend verhaftet. Gleich nach seiner Freilassung zieht Egon mit seinen Kumpanen einen neuen großen Coup durch, der 4 Millionen Steuergelder beinhaltet. Nachdem der Coup gelungen ist, versteckt die Olsenbande die Beute in einem Schwimmbad, wo jedoch der „König“ die Beute an sich reißt. Egon trickst diesen wieder mit Hilfe der Polizei und bekommt so seine Beute wieder, die einem Schließfach der Bank lag. Anschließend will die Bande sich jetzt nach Mallorca absetzen, jedoch ist ihnen die Polizei mit Kriminalkommissar Hermansen auf den Fersen. Hermansen macht sich aber weiter unmöglich und wird verhaftet sowie in eine Zwangsjacke gesteckt. Nachdem sie die Polizei austricksen und Hermansen abschütteln konnte, ist ihnen aber Jenny auf der Spur. Sie löst sich den Geldkoffer der Olsenbande am Osloer Flughafen, unter Vorspiegelung falscher Tatsachen aus, bevor die Bande fliehen kann. Bei dem Versuch Egons, ihr den Koffer wieder abzunehmen, wird er verhaftet und muss wieder ins Gefängnis. Jenny fliegt aber dafür mit dem Geld nach Mallorca, während Emil und Victor Emmanuel ihre Schulden im Osloer Grand Hotel als Tellerwäscher abarbeiten müssen. Die Polizei bezahlt Valborg den Schaden in ihrer Wohnung, den der Knappe (Emil) angerichtet hat, da sie annimmt es sei Hermansen gewesen. |
| 6   | Olsenbandens siste bedrifter                    | Die letzten Taten der Olsenbande                     | dem sechsten dänischen Film: Der (voraussichtlich) letzte Streich der Olsenbande * Premiere in Dänemark: 26. September 1975, Länge: 100 Minuten | 7. August 1975           | Versuchter Diebstahl der Tageseinnahmen und Einbruch in Schweinehansen Büro und Diebstahl der Bedtford-Diamanten und von 70 Millionen Kronen Schwarzgeld                                                             | * Länge: 91 Minuten Die Olsenbande ist mittellos in Mallorca und braucht daher etwas Geld. Egon hat einen Plan: In Mallorca werden für skandinavische Touristen entsprechende Partys und Schlachtfeste organisiert, wo an diesen Tagen viel Geld umgesetzt wird. Umso wieder zu Geld zu kommen, wollen sie dem norwegischen Partyveranstalter „Schweine-Hansen“ in Mallorca ein die Einnahmen stehlen. Im entscheidenden Moment, kommt Valborg und will Egon ihre Urlaubsbekanntschaft vorzustellen – die geglaubten Toreros sind in Wahrheit Polizisten. Egon wird dadurch auf frischer Tat erwischt und nach Norwegen überstellt. Egon wieder entlassen wird, will er nichts mehr mit Benny und Kjell zu tun haben. Olsen arbeitet nun für den nach außen hin ehrenwerten Geschäftsmann Holm-Hansen jr., für den er die weltweit gesuchten Bedford-Diamanten aus einem Schweizer Franz-Jäger-Tresor Tresor holt. Doch dieser lässt Egon durch den Schweizer Mittelsmann, Hr. Ziegelhof hereinlegen und bringt ihm um seinen zustehenden Anteil. Als er von Egon Olsen, die Diamanten erhält, löst Ziegelhof den Alarm aus und lässt Egon zurück. Egon kann aber noch vor der eintreffenden Polizei fliehen und schmuggelt sich als blinder Passagier in einem Zug bis nach Oslo zurück. Mit Hilfe seiner Kumpane will er sich nun seinem Anteil selbst holen und sich dabei für die Schmach rächen. Holm-Hansen Jr. will seinerseits die Bedfort-Diamanten an einen arabischen Scheich mit Gewinn verkaufen, was die Olsenbande zu verhindern weiß. Sie stehlen sich die Diamanten von Holm-Hansen wollen ihn damit erpressen. Als Egon Holm-Hansen die Diamanten übergeben will, sind diese auf einmal nicht mehr da, da Valborg die Taschen vertauscht hat. Holm-Hansen beauftragt Biffen, das „Dumme Schwein“ mit Egons Vernichtung, jedoch können ihn Benny und Kjell noch rechtzeitig retten, bevor er im ertränkt wird. Um wieder an die Diamanten zu kommen, verkleiden sich Benny und Kjell als Polizisten, gehen mit Egon, auf Grund eines angeblichen Geständnisses zu Holm-Hansen. Durch die Ablenkung gelingt die List und die Olsenbande kann so die Geldsumme des Scheichs an sich bringen. Die Diamanten legen sie dafür in seinem Panzerschrank zurück, so dass Holm-Hansen durch die herbeigerufene Polizei verhaftet wird. Der Olsenbande gelingt so, diesmal auch mit entsprechenden Mitteln eine Flucht nach Mallorca. |
| 7   | Olsenbanden for full musikk                     | Die Olsenbande in voller Fahrt                       | dem achten dänischen Film: Die Olsenbande sieht rot * Premiere in Dänemark: 1. Oktober 1976, Länge: 101 Minuten | 26. Dezember 1976        | Einbruch in das Stadthaus und das Schloss eines Barons, Diebstahl der Ming-Vase | * Länge: 91 Minuten Nachdem Egon wieder aus dem Gefängnis kommt, stiehlt er gemeinsam mit Benny und Kjell, im Auftrag des Baron von Løvenvold eine wertvolle chinesische Vase aus der Ming-Dynastie. Bei der Übergabe wird Egon verhaftet und es stellt sich heraus, dass man Egon wieder hereingelegt hat. Die gestohlene Ming-Vase war eine Fälschung. Der Baron will aber dafür die echte Vase heimlich verkaufen und das Geld der Versicherung noch zusätzlich kassieren. Benny und Kjell versuchen danach selber einen kleinen Coup aber scheitern. Darauf übernimmt Valborg die Initiative, da ihr Basse heiraten will und dessen zukünftige Frau Gry bereits schwanger ist, muss schleunigst Geld her. Valborg führt einen Behördenkrieg, worauf sie Egons Freilassung erreicht aber sein Vormund wird. Egon neuer Plan sieht vor, sich die Vase wiederzuholen. Zunächst scheint der Einbruch in das Schloss zu gelingen, auf dem Rückweg im dunklen Keller verirrt jedoch Egon und tappt mit der Vase in eine alte Falle. Nachdem Benny und Kjell ihn befreit haben, plant er einen Einbruch ins Osloer Nationaltheatret, wo eine Übergabe an den dänischen Geschäftsmann von Mengel erfolgen soll und sich die Vase sowohl auch das Geld, das dafür gezahlt werden soll, holen wollen. Während der Vorstellung, wo die Ouvertüre zum Schauspiel Elverhøj von Friedrich Kuhlau, als Gastspiel im Osloer Nationaltheater gespielt wird, arbeitet sich die Olsenbande im Takt der Musik mit Hilfe von Nageleisen, Hammer, Stichsäge und Sprengsätzen unbemerkt bis in den Zuschauerraum vor, wo sie sich das Geld und die Ming-Vase stehlen können. Nachdem Basse und Gry im Beisein der Olsenbande erfolgreich geheiratet haben, will Egon dem jungen Brautpaar noch eine „Morgengabe“ spenden. Da auf die richtige Ming-Vase eine Belohnung ausgesetzt ist, fährt er mit dem Brautpaar um diese einzulösen. Die tollpatschige Gry lässt die Vase fallen und das zusätzliche Geld ist weg. Nachdem das Brautpaar in die Flitterwochen abgereist ist, entdeckt die Olsenbande, dass Basses Freundin Gry, den Geldkoffer statt des Reisegepäcks mitgenommen hat. Die Olsenbande geht dadurch wieder leer aus, aber Valborg verspricht dafür Egon, sich in Zukunft als sein Vormund noch mehr um ihn zu kümmern. Für Egon Olsen ist das zu viel und geht da lieber wieder freiwillig ins Gefängnis. |
| 8   | Olsenbanden og Dynamitt-Harry på sporet         | Die Olsenbande und Dynamit-Harry auf den Gleisen     | dem siebenten dänischen Film: Die Olsenbande stellt die Weichen * Premiere in Dänemark: 26. September 1975, Länge: 100 Minuten | 14. Oktober 1977         | Einbruch und versuchter Diebstahl in Mallorca, schwere Beeinträchtigung des Schienenverkehrs, Diebstahl einer Rangierlok und versuchter Diebstahl von Goldbarren aus einem Tresorwaggon.                             | * Länge: 98 Minuten Der Olsenbande genießt ihren Luxusaufenthalt in ihrer Villa in Mallorca. Allerdings werden ihnen ihre Millionen durch das Dumme Schwein (Biffen) wieder abgenommen. Bei einem anschließenden Versuch sich das Geld wieder zu holen, wird Egon von der spanischen Polizei verhaftet und nach Norwegen ausgeliefert. Nach Egons Freilassung will sich die Olsenbande ihre verlorenen Millionen wiederbeschaffen und die Jagd geht in Norwegen anschließend weiter. Wie Egon im Gefängnis erfahren hat, wurde das Geld mittlerweile in Goldbarren angelegt und befindet sich in einem Franz-Jäger-Tresorwagen. Während seines Gefängnisaufenthalt hat Egon deswegen außerdem den gesamten Fahrplan der norwegischen Staatsbahn einstudiert. Der Olsenbande gelingt es, den Franz-Jäger-Tresor mit Goldbarren sich zu stehlen, allerdings geht auf Grund der Altersschwäche des von Benny besorgten LKW das Umladen schief. Die Olsenbande muss bei ihrer Flucht vor der Polizei die Goldbarren auf dem zusammengebrochenen Fahrzeug liegen lassen. Das Gold kommt anschließend wieder in den Waggon. Egon wird, nachdem er diesen auf einem Rangierbahnhof aufgefunden hat, vom Dummen Schwein niedergeschlagen und soll in einer Holzkiste per Post nach Australien verschickt werden. Benny und Kjell befreien ihn aber wieder rechtzeitig. Diesmal mit Hilfe von Dynamit-Harry, versuchen sie abermals den Waggon zu stehlen. Es stellt sich aber beim Diebstahl heraus, dass jetzt die norwegische Staatsbahn auf den Sommerfahrplan umgestellt hat und Egons einstudierte Fahrpläne damit nutzlos sind. Egon legt daraufhin mittels Kurzschluss an einem Schaltkasten das gesamte Regelsystem der Bahn still. Die Olsenbande kann so mit den Goldbarren-Waggon ungehindert weiterfahren. Biffen nimmt aber die Verfolgung mit seinem Kleintransporter auf und wird dabei von Dynamit-Harrys Diesellok aufgegabelt. Nachdem die Polizei eintrifft, flieht die Olsenbande und das Dumme Schwein als Übeltäter wird verhaftet. Kjells Frau Valborg hatte aber dazumal den Diebstahl des Geldes in Mallorca bei der Polizei angezeigt hat und auch Egons Informationen weitergeben, dass sich jetzt der Wert als Gold im besagten Waggon befindet. Auf dieser Grundlage sowie der Personenbeschreibung des Dummen Schweines, bekommt die Olsenbande das Gold wieder. Nachdem sie zum Schluss ihre Beute wiederhaben, wird plangemäß das Gold gegen eine Aktienmajorität getauscht und Egon wird aufgrund dessen Aufsichtsratsvorsitzender. Als ein Steuerfahnder eine Nachzahlung und Gebühren für nicht versteuertes Schwarzgeld in Höhe 270 Millionen Norwegischen Kronen und 35 Öre einfordert, muss Egon passen. Zu guter Letzt wird Egon deshalb wegen Steuerhinterziehung verhaftet. |
| 9   | Olsenbanden + Data–Harry sprenger verdensbanken | Die Olsenbande und Daten-Harry sprengen die Weltbank | dem neunten dänischen Film: Die Olsenbande schlägt wieder zu * Premiere in Dänemark: 30. September 1977, Länge: 97 Minuten | 18. September 1978       | Einbruch in das Storting und in die Weltbank, Diebstahl von 10 Millionen US-Dollar aus der Weltbank | * Länge: 102 Minuten Die Olsenbande plant am Tag der Osloer Russfeier einen Einbruch in das norwegische Parlament, das Storting. Egon hat jedoch eine Zahl der Ziffernkombination vergessen, worauf der Plan scheitert. Er wird schließlich überrascht und muss ins Gefängnis. Als wieder aus dem Botsfengselet herauskommt, muss er feststellen, dass Benny und Kjell für einen neuen Chef Daten-Harry (Data-Harry) arbeiten. Daten-Harry, ehemals Dynamit-Harry der Bruder von Benny, hat nach einem Aufenthalt in den USA dort Informatik studiert und führt jetzt Verbrechen mit Hilfe von modernster Computertechnik durch. Egon muss sich unfreiwillig bei Harry mitmachen, aber er vereitelt seinen ersten gemeinsamen Coup mit einem einfachen Nagel. Im Anschluss setzt er jetzt mit Benny und Kjell seinem Plan um: Der so genannte Butterberg soll von Norwegen nach Russland verkauft werden und die Olsenbande will das entsprechende eingeflogene Schwarzgeld stehlen. Zunächst gelingt der Plan, aber der dahinter stehende Storting-Repräsentanten und Diplomaten Smith-Nilsen und der betrügerische Geschäftsmann Hallandsen, beauftragen den Meister Arnold F. Hansen, der zusammen mit dem Dummen Schwein, das Geld der Olsenbande wieder abnimmt. Egon ist daher gezwungen für den Einbruch in die Osloer Filiale der Weltbank, sich mit Daten-Harry zusammen zu tun. Der Coup der Olsenbande gelingt und es werden bei dem erneuten Zusammentreffen der beiden Banden werden schließlich auch nur Hansen und das „Dumme Schwein“ verhaftet. Hansen nimmt sogar alle von Egon, bzw. der Olsenbande durchgeführten Plänen auf seine Kappe, um so den Ruhm von Egon zu kassieren. Hermansen glaubt ihm aber nicht so recht und lässt daher weiter nach Egon suchen. Egon stellt sich aber, um zu verhindern, dass Meister Hansen den ihm gebührenden Ruhm einstreicht. Das Geld aus der Weltbank geht aber verloren, da es von Valborg in einer Waschmaschine kurzerhand gewaschen wurde, nachdem es dort Benny und Kjell dort verstecken mussten. |
| 10  | Olsenbanden og Dynamitt-Harry mot nye høyder    | Die Olsenbande und Dynamit-Harry zu neuen Höhen      | dem zehnten dänischen Film: Die Olsenbande steigt aufs Dach * Premiere in Dänemark: 6. Oktober 1978, Länge: 102 Minuten | 7. September 1979        | Einbruch in das Büro der alten Holmenkollen-Schanze und Diebstahl eines brisanten Mikrofilmes sowie 100 Millionen DM                                                                                                 | * Länge: 100 Minuten Durch eine Amnestie wird Egon Olsen gegen seinen Willen vorzeitig aus dem Gefängnis entlassen und ist daher ohne eigenen Plan sowie muss, entgegen seinem ursprünglichen Vorhaben, bei Bennys Coup am Holmenkollen-Skifestival in Holmenkollen mitmachen. Egon vermasselt absichtlich Bennys Plan und kann so wieder ins Gefängnis einfahren. Nachdem er dann wieder auf freien Fuß ist, hat er natürlichen einen Plan: Einen Mikrofilm stehlen, der brisante Informationen und Dokumente über Untersuchungen zu vielversprechenden unterseeischen Ölvorkommen in der norwegischen Nordsee enthält. Diesen will Egon anschließend an den windigen Geschäftsmann Brock Larsen verkaufen und der wiederum für 100 Millionen DM an ein deutsches Konsortium, wovon die Olsenbande immerhin noch 10 % erhalten würde. Die Beschaffung des Filmes gelingt, jedoch wird Olsen bei der Übergabe wieder hereingelegt. Von Roy, des Gehilfen Brock Larsens, Roy soll Egon außerdem noch endgültig als unliebsamer Mitwisser beseitigt werden, wobei Benny und Kjell ihn in letzter Sekunde retten können. Die Olsenbande überlistet daraufhin den Schwarzen Baron, der den Film von Brock Larsen kaufen will, und kommen wieder so in Besitz des Filmes. Brock Larsen zeigt Olsen daraufhin bei der Polizei an, wodurch er gesucht wird. Egon bietet den Film erneut Brock Larsen und soll aber diesen gleich selbst den deutschen Finanzkonsortium vorführen. Durch einen unglücklichen Umstand wurde der Film aber mit Kjell und Valborgs Urlaubsbildern vertauscht und wird dafür Egon von Brock Larsen auf dem Dach des Radisson SAS Scandinavia Hotel in Oslo festgehalten. Egon soll dort in einer kurzen Zeitspanne auspacken, wo der Film geblieben ist, ansonsten wird er mit dem Fahrkorb des Hotels herunter gestoßen. Mit Hilfe von Dynamit-Harry und seinen geborgten Hubschrauber können ihn seine Kumpane rechtzeitig retten. Gleichzeitig stehlen sie sich noch 100 Millionen DM aus Brock Larsens Tresor. Nach der Landung des Hubschrauber wird Egon allerdings mit dem erbeuten Geldkoffer festgenommen. In der Zwischenzeit macht der Archivleiter des Ölministeriums eine Anzeige bei Kriminalkommissar Hermansen, wegen des Diebstahls des Mikrofilms durch Brock Larsen, den er als dazu als Hintermann verdächtigt. Hermansen findet allerdings keine Beweise bei Brock Larsen, da der Film und die 100 Millionen DM nicht auffindbar sind und wird vom Polizeidienst entlassen. Als letzte Amtshandlung lässt auch Olsen wieder frei. Durch eine Verwechslung der gleich aussehenden Koffer, bekommt Hermansen Egons Geldkoffer und setzt sich daraufhin zu seiner Schwester nach Kanada ab. Als Egon zu Haus bei Kjell bemerkt, dass er wieder kein Geld hat und stattdessen nur Hermansens Angelausrüstung, beschließt er wieder ins Gefängnis zu gehen. Olsen wirft vor Wut ein Schaufenster mit Auslagen der Porsgrunn-Porselænsfabrik ein und wird anschließend wunschgemäß verhaftet. Im Osloer Botsfengselet-Gefängnis wird Egon anlässlich seiner zehnten Inhaftierung (analog zum Jubiläum des 10 norwegischen Olsenbandenfilm) von einem Gefängnisband empfangen und vom Gefängnisdirektor persönlich begrüßt.                                                     |
| 11  | Olsenbanden gir seg aldri!                      | Die Olsenbande ergibt sich nie!                      | dem elften dänischen Film: Die Olsenbande ergibt sich nie * Premiere in Dänemark: 26. Dezember 1979, Länge: 105 Minuten | 25. August 1981          | Diebstahl von brisanten Dokumenten, Egon wird vorgeblich Betrug, Steuerhinterziehung und Konkursverschleppung verhaftet                                                                                              | * Länge: 101 Minuten Egon wird diesmal nur von Benny alleine vom Gefängnis abgeholt. Valborgs Schwester erwartet ein Kind erwartet und sie hat sich verpflichtet ihr zu helfen, sowie braucht sie deswegen auch dringend noch eine größere Finanzspritze. Des Weiteren versucht Valborg in der Wohnung ihrer Schwester, alle für deren Renovierung einzuspannen und auch die Planbesprechungen der Bande finden dadurch dort statt. Im Gefängnis hatte Egon zuletzt einen Trainingskurs für Führungskräfte besucht und will sich jetzt nach seiner Entlassung die Aktien des renommierten Osloer Kaufhauses Steen & Strøm beschaffen. Die Aktienmehrheit daran, gehört der Holdinggesellschaft TeamFinans. Die Olsenbande soll für die Hintermänner der Gesellschaft, Hallandsen und Bang-Johansen, eine gewisse Handelsbilanz beschaffen. Im Gegenzug soll Egon die Aktienmehrheit des Kaufhauses Steen & Strøm erhalten. Egon wird aber wieder reingelegt wird und die Jagd nach den Akten führt die Olsenbande schließlich nach London. Der dann dort gestohlene rote Koffer mit den entsprechenden brisanten Akten, fällt durch eine Unvorsichtigkeit von Egon in die Hände der Polizei. Um wieder an den Koffer zu kommen, „besorgen“ sich Benny und Egon einen Panzer der norwegischen Armee. In der Zwischenzeit ist Kjell mit Valborg im Krankenhaus, um dort auf die Geburt ihres Neffen zu warten. Benny und Egon können mithilfe ihres gestohlenen Panzers unerkannt durch die Polizeisperre direkt vor das Haus des norwegischen Ministers fahren, wo sich auch Kriminalkommissar Hermansen mit dem entsprechenden roten Koffer aufhält. Nachdem sie Hermansen mithilfe des Kanonenrohres ihres Panzers K. O. setzen konnten, kommen sie endlich wieder an die Akten. Doch die Jagd ist letztendlich umsonst – der von Hallandsen vertuschte Skandal wurde aufgedeckt und die Aktien sowie die Bilanzen sind damit nichts mehr wert. Egon Olsen wird zu guter Letzt, als angeblicher Besitzer nicht-existenter Firmen, wegen Betrug, Steuerhinterziehung und Konkursverschleppung von Kriminalassistenten Holm verhaftet. |
| 12  | Olsenbandens aller siste kupp                   | Der Olsenbande und ihr allerletzter Coup             | dem zwölften dänischen Film: Die Olsenbande fliegt über die Planke und dem dreizehnten dänischen Film: Die Olsenbande fliegt über alle Berge * Premiere in Dänemark: 16. Oktober 1981, Länge: 90 Minuten bzw. am 26. Dezember 1981, Länge: 96 Minuten | 17. September 1982       | Diebstahl von Schwarzgeld und brisanten Dokumenten | * Länge: 101 Minuten Egon wird wieder aus dem Gefängnis entlassen und will nie wieder ins Gefängnis zurückkehren, da ihm dort die Einweisung in die psychiatrische Station droht. Olsen plant daher seinen unwiderruflich letzten Coup. Diesmal wollen sie sich das unterschlagene Schwarzgeld aus dem Tresor der Versicherungsfirma „Hoher Norden“ holen. Der Diebstahl scheint zunächst zu gelingen, aber man nimmt Egon das Geld wieder ab. Die nächste Chance bietet sich, als Vizedirektors Hallandsen das Geld auf einer Dienstreise nach Paris ins Ausland bringen will. Die Olsenbande stiehlt sich seinen roten Koffer und seinen Trenchcoat mitgehen. Doch im Koffer befindet sich kein Geld mehr, dafür enthält es einige brisante Dokumente, die beweisen, dass die Firma bei illegalen Waffengeschäften internationaler Größe beteiligt ist. Egon will dem Direktor die Papiere verkaufen, wird überlistet und dem „Dummen Schwein“ (Biffen) zur Beseitigung übergeben. Benny und Kjell können ihn letzter Sekunde retten, dass er in Säure aufgelöst wird. Nach einer weiteren Jagd kann die Olsenbande den roten Koffer wieder in ihren Besitz bringen. Jedoch Valborg hat ihre Drohung wahr gemacht und Kjell verlassen und aufgrund eines Missverständnisses wird Egon als „Gefahr für den Weltfrieden“ verhaftet, was sich aber später zu seinen Gunsten aufklärt und er wird als „Retter des Weltfriedens“ freigelassen. Kjell und Benny entdecken, nachdem Egon verhaftet wurde, die unterschlagenen 5 Millionen in Hallandsens Mantel. Daraufhin macht sich die Olsenbande auf in den Süden macht. Ihr ehemaliger Widersacher Kriminalkommissar Hermansen dirigiert feierlich ein Polizeiorchester und verabschiedet die nunmehr reiche Olsenbande am Osloer Flughafen als „Retter des Weltfriedens“. Was die Olsenbande dabei noch nicht bemerkt, im Cockpit des Flugzeuges sitzt ausgerechnet ihr allergrößter Feind, das Dumme Schwein (Biffen). Das Flugzeug mit der Olsenbande hebt ab und fliegt in Richtung Monaco... |
| 13  | ...men Olsenbanden var ikke død!                | ...Aber die Olsenbande war nicht tot!                | eigene norwegische Fortsetzung und Drehbuch (von Knut Bohwim), ohne dänische Vorlage | 6. September 1984        | Zeche prellen auf einer Luxusjacht in Monte Carlo, Einbruch ins Munch-Museum, Kunstdiebstahl, Fälschung von Kunstwerken und illegaler Kunsthandel, Egon wird verhaftet als angeblicher illegaler Sex-Videoproduzent. | * Länge: 89 Minuten Die Olsenbande hat sich nach den letzten erfolgreichen Coup von Norwegen nach Monte Carlo abgesetzt und was sie zunächst noch nicht ahnen, das Biffen, Dumme Schwein ist ihnen als ihr Pilot dorthin gefolgt. Sie genießen dort zunächst auf einer Luxusjacht ihr Leben als Millionäre. Das Dumme Schwein, nimmt jedoch mit Hilfe einer Taucherausrüstung, Egon während eines Nickerchens auf der Jacht, das Geld der Olsenbande wieder ab. Als sie bei ihrem Kapitän ihren Luxusaufenthalt bezahlen sollen, hat er kein Geld mehr. Die herbeigerufene Polizei verhaftet Olsen, während alle anderen entkommen. Als Egon in Norwegen, freigelassen wird, hat er zunächst keinen Plan. Valborg hat in der Zwischenzeit ihre künstlerische Ader entdeckt und malt fleißig Bilder des norwegischen Künstler Edvard Munch nach. Des Weiteren arbeitet sie als Reinigungskraft um Osloer Munch-Museum. Die Olsenbande beschließt daher eine Kopie des bekannten Bildes Der Schrei zu stehlen und gegen eine Kopie von Valborg auszutauschen. Das echte Kunstwerk wollen sie dann an einen französischen Kunstsammler verkaufen. Trotz einiger Schwierigkeiten und Verwechslung zwischen dem echten Bild und Valborgs Fälschung, verläuft alles fast nach Plan. Jedoch will der Kunstliebhaber einen Aufschub, für die Übergabe. In der Zwischenzeit wird in Oslo das Dumme Schwein wieder aktiviert, er versucht die Bilder der Olsenbande stehlen. Als das nicht gelingt, entführt er Olsen und versucht ihn wieder zu töten. Jedoch können Benny und Kjell ihn wieder in letzter Sekunde retten. Bei der Übergabe des gestohlen Bildes an den französischen Kunstliebhaber, wird die Olsenbande von Hermansen überrascht, der gerade dort in der Nähe eine Sex-Video-Razzia durchführt. Nach der anschließenden Verfolgungsjagd wird jedoch Egon von Hermansen verhaftet und muss wieder ins Osloer Gefängnis. |
| 14  | Olsenbandens siste stikk                        | Der allerletzte Streich der Olsenbande               | dem vierzehnten dänischen Film Der (wirklich) allerletzte Streich der Olsenbande * Premiere in Dänemark: 18. Dezember 1998, Länge: 101 Minuten (Dänemark)                                                                                             | 19. Februar 1999         | Einbruch in Bang-Johansen Firma, versuchter Diebstahl dessen Schwarzgeld, Einbruch ins Justizministerium und in der Staatlichen Vernichtungsanstalt, Diebstahl der Wandenberg-Dokumente                              | * Länge: 90 Minuten In Oslo taucht ein roter Koffer auf, der die hochbrisanten Wandenberg-Dokumente beinhaltet. Departementchef Hallandsen soll den entsprechenden Wandenberg-Dokumente an sich bringen und diese unauffällig vernichten. Dazu beauftragt er seinen Stellvertreter Grønn-Larsen, der jedoch zunächst daran scheitert. Zur selben Zeit wird im norwegischen Osloer Fernsehstudio eine Talkshow gedreht, wo Egon Olsen, auftritt, der seit 14 Jahren im Alten-Pflegeheim „Solgløtt“ von Oslo lebt. Die Fernsehshow sehen seine ehemaligen Kumpane Benny und Dynamit-Harry, aber auch Grønn-Larsen. Daraufhin machen diese sich um Egon Olsen wieder zu sehen bzw. zu treffen. In der Zwischenzeit kommt Olsen im Filmstudio durch einen Irrgang im Gebäude, in die Requisitenkammer, wo er zwischen den Kostümen seinem alten Anzug und Bowlerhut sieht. Er kleidet sich entsprechend ein und flieht. Nachdem sich Benny und Dynamit-Harry wieder zusammen gefunden haben, gehen sie gemeinsam zu Kjells Frau Valborg. In deren Wohnung muss er erfahren, dass Kjell seit 1990 verstorben ist und Valborg Witwe. Egon hat aber einen Plan: die Schwarzgelder von Bang-Johansen, die einen der letzten norwegischen Franz-Jäger-Tresore liegen sollen. Grønn-Larsen verfehlt Egon nur knapp vor dem Fernsehstudio. Er beschließt daher, zur Polizei zu gehen, um weitere zu Egon Olsen zu erhalten. Grønn-Larsen erfährt von Holm, der auf seine vorzeitige Pensionierung wartet und die Nachfolge von Hermansen angetreten hat, dass Egon früher oder später bei dem einzigen noch existierenden norwegischen Panzerschrank der Marke Franz-Jäger-Berlin auftauchen wird. Außerdem erfährt er, dass dieser in Bang-Johansens ehemaliger Firma steht und macht sich anschließend dorthin auf. In Bang-Johansens Firma überrascht er die Olsenbande in flagranti bei ihren Coup. Bang-Johansen, der ebenfalls sich gerade sein Schwarzgeld wiederholen will, taucht ebenfalls dort auf, mit dem Polizeiassistenten Gran an den Fersen, der ihn wegen Betrug verhaften will. Kraft seines Amtes lässt Grønn-Larsen Bang Johansen mit dem Schwarzgeld laufen und nimmt Egon Olsen zur Erfüllung seines Auftrages mit. Egon gelingt die Beschaffung der Dokumente, aber man ihn wieder legt man ihn herein. Nach einem gescheiterten Mordversuch von Grønn-Larsen, findet Benny Egon. Der Koffer mit den Wandenberg-Dokumenten wird von Hallandsen und Grønn-Larsen zu der sichersten Müllverbrennungsanlage im Land gebracht. Natürlich hat Olsen auch hierfür einen Plan und der Olsenbande gelingt die Wiederbeschaffung des Koffers. Hallandsen erleidet daraufhin einen Zusammenbruch und wird abgelöst durch seinen Stellvertreter Grønn-Larsen. Er handelt mit Egon Olsen eine neue Übergabe aus und die Olsenbande erhält im Gegenzug 15 Millionen Kronen. Hallandsen wird zur Strafe nach Flekkefjord versetzt und Grønn-Larsen kann jetzt selbst Wandenberg-Dokumente entsorgen. Holm kann für seine mit Hilfe vorzeitig in den Ruhestand gehen und Kriminalassistent Gran wird sein Nachfolger. Die Olsenbande setzt sich schließlich mit ihren Geld nach Spanien ab um ihren Lebensabend zu verbringen. Sie ziehen zu Kjell und Valborgs Sohn Basse, der dort eine stattliche Villa besitzt. |

### Kritiken
„Auch in Norwegen populär – Die populäre Serie der Olsenbande-Filme (10 seit 1969) bilden die Grundlage der Lustspielproduktionen der Teamfilm. Die Filme handeln von drei Brüdern, wahrhaften Rittern von der traurigen Gestalt, deren Versuche des ‚Großen Coups‘ stets fehlschlagen, die aber jedenfalls die Sympathien der Zuschauer auf ihrer Seite haben. Der Charme dieser Filme beruht auf ihren freundlichen Humor und den gekonnt geschriebenen Drehbüchern. Die einfallsreich und lustig ausgeführten Einbrüche verdienen eine besondere Erwähnung. Leider sind die Drehbücher nicht von den Norwegern selbst geschrieben, sondern von der dänischen Nordisk Films Kompanie gekauft worden, die eine ähnliche Serie produziert hat. Die norwegischen Versionen sich von den ursprünglichen dänischen Fassungen nur durch die Schauspieler-Besetzung sowie dadurch, dass die Handlung nach Norwegen verlegt worden ist.“

„Liebenswert echt norwegisch – Im Grunde waren die Filme über die Olsenbande nach meiner Meinung ein vergnüglicher und liebenswerter Beitrag zu einer Unterhaltungsindustrie, die Zynismen und Sadismen sich mit verführerischen Gauklertricks bei uns einschleichen. Die Olsenbande hat etwas echt Norwegisches, obwohl sie ursprünglich dänisch war (wie Norwegen auch).“

„Norwegen Antwort auf James Bond – Es ist Mode, über den Mangel an potenten Produzenten zu klagen, die fachkundigen Überblick und die Stärke haben, den Filmkünstlern ein schöpferischer Widerpart. Aber der norwegische Film ist viel stärker von Produzenten gelenkt gewesen, als man glauben sollte. ( … ) Die Teamfilm hatte Knut Bohwim und den Kameramann Mathis Matthisen als Motoren der Produktion. Dieser Gesellschaft wird häufig ihre ‚Kommerzialität‘ vorgeworfen, aber es war ihr ausgesprochenes Ziel, aus den Überschüssen der Produktionsfilme ehrgeizige Produktionen zu finanzieren. Daran hat sie sich während ihrer gesamten Produktionszeit – in der ursprünglichen Form der Gesellschaft etwa 25 Jahre – mehr oder weniger gehalten. Aber selbst dieses Milieu war wohl von den norwegischen Gewissensnöten geplagt: Show und Unterhaltung sind eben minderwertiger als das Seriöse, obwohl die Entwicklung eines solchen Genres ebenfalls filmische ‚Musikalität‘ verlangt. Knut Bohwim (20 kreditierte Filme und damit der ‚fleißigste‘ Regisseur Norwegens) lieferte Jahr für Jahr seine Olsenbande-Filme ab, das waren handfeste norwegische Ausgaben der dänischen Erfolgsfilme. die in ihren Ursprungsland stets feine Kritiken erhielten mit ihrer Mischung von Commedia dell' arte, Stummfilmmimik, volkstümlicher Komödie, pfiffigen Spezialeffekten und dem großmannssüchtigen Traum vom ‚großen Coup‘ Kapitalismus in verhunzter Ausgabe, wie es hieß. In den norwegischen Versionen wurden beliebte Schauspieler Arve Opsahl, Carsten Bryhring und Aud Schønemann reelle Konkurrenten der James-Bond-Serie in dem Kampf ums Publikum. Die Serie liefert uns auch eines der wenigen Beispiele für norwegisch produzierte Filme, die in der Folklore und in die Alltagssprache eingingen, wie es bei Filmen und Filmfiguren in den USA und Frankreich oft der Fall ist.“

„Die Olsenbande wieder bei Papa – Mehr als 5 Millionen Norweger haben die Olsenbanden-Filme nach ihrer Uraufführung gesehen. Wie viele sie später noch per Video, TV oder Kabel gesehen haben, wissen wir nicht genau. Aber es waren zweifellos recht viele. Jetzt kommen Egon, Benny, Kjell, Valborg, Dynamit-Harry und die anderen wieder ins Kino – nachdem die Filme zu ihren Vater zurückkehrten, zu Knut Bohwim von der Kommunes Filmcentral (KF). ( … ) Jetzt werden sie also wieder zu sehen sein – im Verleih der KF, die alle 13 Filme hält. Die Filme mussten übrigens schon so etwas wie einen Reigen durchtanzen, ehe die KF die Verleihrechte erhielt. Alles hatte damit angefangen, dass die Teamfilm ihre Rechte an die VIP Scandinvia verkaufte. Dieser verkaufte sie ihrerseits glücklicherweise weiter, ehe sie kaputt ging – Käufer war die VCM, die ihrerseits die Triangelfilm aufkaufte. Später wurden die Rechte an die Polygram verkauft, die sie ihrerseits an Esselte veräußerte, die sie dann ihrer Tochter FilmNet überließ. Von der FilmNet hat die KF jetzt die Rechte zur Kinoauswertung erworben. Damit sind die Filme wieder bei ihrem Vater. Denn Knut Bohwim war nicht nur derjenige, der seinerzeit ihre Chance erkannte. Er hat auch 11 von den 13 Filmen als Regisseur inszeniert.“

### Redewendungen und Ausdrücke

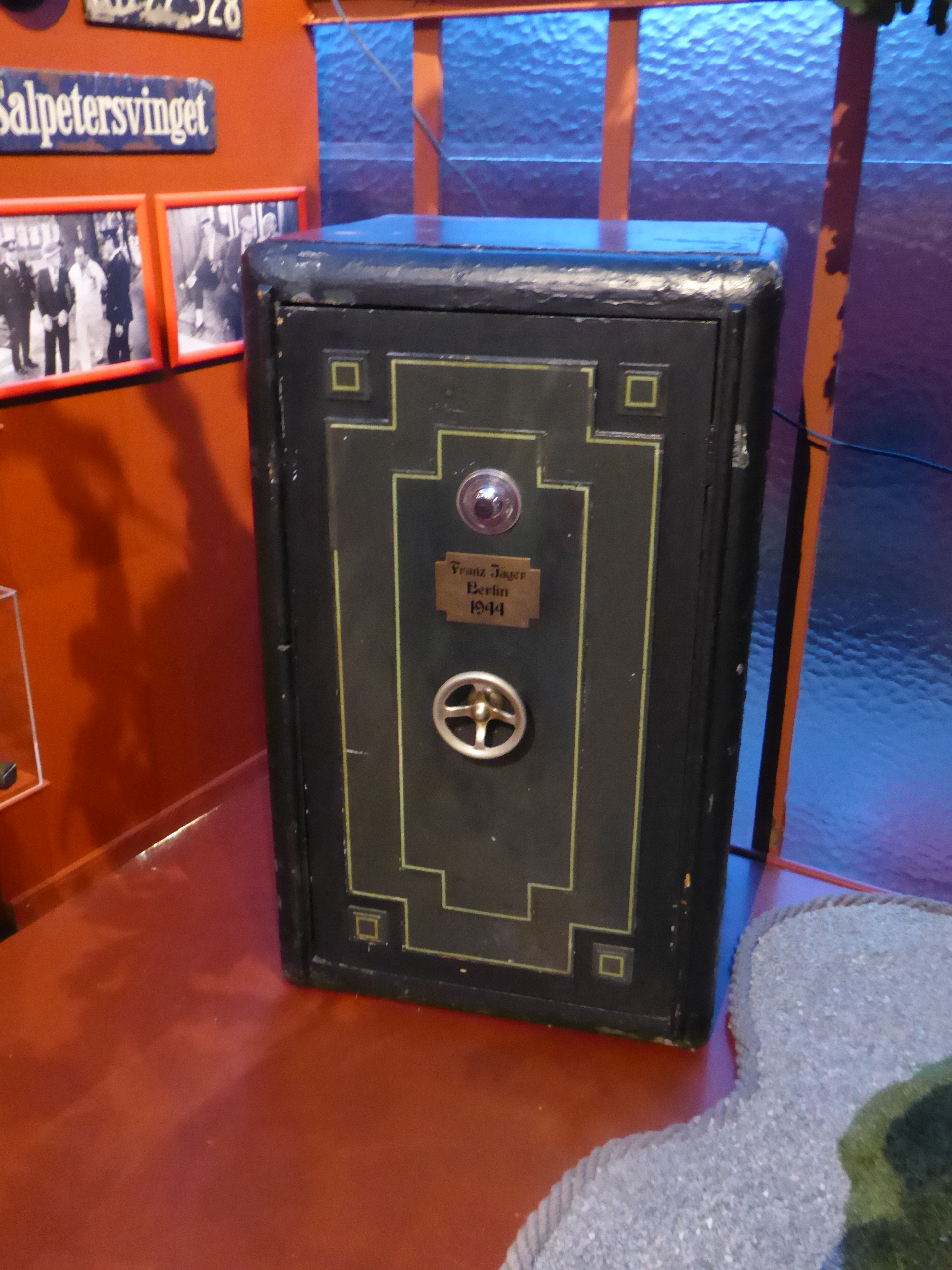
Tresor der fiktiven Firma Franz Jäger Berlin, der in den norwegischen und dänischen Olsenbanden-Filmen verwendet wurde, heute als Ausstellungsstück im Nordisk-Film-Museum in Kopenhagen.

Bei den norwegischen Olsenbandenfilme wurde von deren Hauptdarstellern durchweg, ähnlich wie bei ihrem dänischen Pedanten eine Vielzahl von Schimpfwörtern und Redensarten gebraucht, die in fast allen Filmen vorkamen und dabei immer wieder variiert wurden:
- «Jeg har en plan!» (Egon) – „Ich habe einen Plan!“
- «Alt er taima og tilrettelagt» (Egon) – „Alles ist geplant und vorbereitet“
- «Helmaks, Egon!» (Benny) – wörtlich: „Na, geht doch, Egon!“ (übertragen auch „Mächtig Gewaltig“ und in der dänischen Original-Fassung: „Skidegodt!“ = scheißgut)
- «Amatører! Idioter! Pappskaller og hengerumper!» (Egon, zu Kjell und Benny) – „Amateure! Idioten! Pappköppe und Hängeärsche!“
- «Genialt, Egon!» (Benny) – „Genial, Egon!“
- «Men fanken, er'ke mere bensin, jo» (Benny, der Fahrer der Bande) – „Zum Teufel, das Benzin ist alle.“
- «Er'ke det fa'li'?» (Kjell) – „Ist das nicht gefährlich?“
- «Men hva med 'a Valbor'?» (Kjell) – „Aber was wird Valborg dazu sagen?“
- «Varsko her!» (Dynamit-Harry) – „Achtung! Sprengung!“ / „Es brennt!“ (Warnruf kurz vor der Sprengung)
- «Er vi blitt millionærer igjen?» (Basse) – „Sind wir wieder mal Millionäre?“
- «Denne gangen kan det ikke slå feil» (Egon) – „Dieses Mal kann nichts schiefgehen.“
- «Hvis det er farlig, får ikke Kjell lov til å være med. Bare så du veit det!» (Valborg) – „Wenn es gefährlich ist, darf Kjell nicht mitmachen. Nur damit du es weißt, Egon!“
- «Gi deg du 'a, Kjell. Klart vi kan regne med han Egon!» (Benny) – „Hör schon auf, Kjell. Natürlich können wir mit Egon rechnen!“
- «Ha'kke en trå å ha på meg!» (Valborg) – „Ich habe aber überhaupt nichts anzuziehen!“
- «Klapp igjen brødsaksa di nå 'a, Kjell»! (Benny) – wörtlich: „Mach den Brotkasten zu, Kjell.“ (übertragen: Halt einfach deine Klappe, Kjell.)
- «Steng av du 'a Kjell» (Benny) – „Halt die Tür zu, Kjell.“ (wörtlich: Schließ ab, Kjell!)
- «Hvor mye er det snakk om a? bare så jeg vett å mye jeg har å rutte med» (Valborg) – „Um wie viel handelt es sich denn. Nur damit ich weiß, womit ich rechnen kann.“

### Transport und Fahrzeuge

#### Autos und Lastwagen
Die norwegische Olsenbande benutzte, wie bei ihren dänischen Vorbildern meist ältere und schon etwas heruntergekommene Straßenkreuzer. Im ersten Film war es ein Kaiser De Luxe, im zweiten ein Mercury Monterey 54B, dann am meisten alte Chevrolets, aber auch ein altes Oldsmobile 98 De Luxe Holiday, ein alter Mercedes-Benz W 121, ein Ford Fairlane 500 sowie ein Toyota Corona Mark II MX28 (Film 13) sind ebenfalls mal gelegentlich das Dienstfahrzeug der Olsenbande, bzw. Bennys Autos. Um weitere finanzielle Unterstützung zu bekommen, verwendete man bei den Fahrzeugen der Gegenspieler und Nebenpersonen, sowie auch bei am Straßenrand stehenden Wagen, vorzugsweise auch Autos des japanischen Fahrzeugherstellers Toyota, wie unter anderem Toyota Hiace, Toyota Crown und Toyota Cressida. Es gab aber auch einige Ausnahmen, wie in dem zwölften Film Olsenbandens aller siste kupp von 1982, der von Datsun gesponsert wurde. In Credits der Filme wurde die entsprechende Unterstützung mit aufgeführt.
| Filmtitel                                            | Autotyp                                                                           | Baujahr   | Kennzeichen         |
| ---------------------------------------------------- | --------------------------------------------------------------------------------- | --------- | ------------------- |
| 01 – Olsen-Banden                                    | Kaiser De Luxe                                                                    | 1955      | 27 37-44            |
| 02 – Olsenbanden og Dynamitt-Harry                   | Mercury Monterey 54B                                                              | 1961      | 35 25-05            |
| 03 – Olsenbanden tar gull                            | Chevrolet Bel Air                                                                 | 1954      | 34 33-63            |
| 04 – Olsenbanden og Dynamitt-Harry går amok          | Oldsmobile 98 De Luxe Holiday                                                     | 1955      | DA 94757            |
| 05 – Olsenbanden møter Kongen & Knekten              | Mercedes-Benz 190                                                                 | 1965      | BC 17901            |
| 06 – Olsenbandens siste bedrifter                    | Chevrolet Bel Air Sport Sedan                                                     | 1956      | DA 18317            |
| 07 – Olsenbanden for full musikk                     | Chevrolet Impala                                                                  | 1959      | RE 20846            |
| 08 – Olsenbanden og Dynamitt-Harry på sporet         | Chevrolet Impala                                                                  | 1959      | RE 20846            |
| 09 – Olsenbanden + Data–Harry sprenger verdensbanken | Chevrolet One-Fifty                                                               | 1955      | KT 24422            |
| 10 – Olsenbanden og Dynamitt-Harry mot nye høyder    | Chevrolet One-Fifty                                                               | 1955      | BL 14998            |
| 11 – Olsenbanden gir seg aldri!                      | Ford Fairlane 500                                                                 | 1963      | BC 25825            |
| 12 – Olsenbandens aller siste kupp                   | Chevrolet Bel Air Four-Door Sedan                                                 | 1956      | C 28210             |
| 13 – …men Olsenbanden var ikke død!                  | Mercedes-Benz S-Klasse W126 (Leihwagen in Monte Carlo) Toyota Corona Mark II MX28 | 1984 1975 | 2903 QV 78 DB 63757 |
| 14 – Olsenbandens siste stikk                        | Chevrolet Two-Ten Four-Door Sedan                                                 | 1955      | BL 14998            |

Die meisten Fahrzeuge der Olsenbande fuhr eigentlich Benny. Neben den hier aufgeführten Autos nutzte die Olsenbande auch häufig „geliehene“ Fahrzeuge. So borgt sich die Bande im ersten Film, als Bennys Auto als nicht mehr fahrtüchtig von der Polizei beschlagnahmt wird, kurzerhand erst Hermansens und später den Wagen eines liegengebliebenen älteren Herrn. Auch fährt Egon im ersten Film ein Fahrzeug, nachdem Benny und Kjell aufgegeben hatten, greift er kurz danach noch auf einen fremden Klaviertransport-LKW Bedford TK zurück.
Dynamit-Harry fährt im zweiten Film auch einen VW-Bus T 1 selbst und im zehnten Film Olsenbanden og Dynamitt-Harry mot nye høyder fliegt er sogar auch einen Hubschrauber. Benny fährt auch schon mal im elften Film einen gestohlenen Panzer Krauss-Maffei Leopard 1. Im dritten Film Olsenbanden tar gull wird von der Olsenbande ein Ford Transit eines Metzgers gestohlen, um zu den ehemaligen deutschen Bunkeranlagen nach Sørlandet zu gelangen, wo sich ein Schatz befinden soll. Im neunten Film Olsenbanden + Data–Harry sprenger verdensbanken kommt ein Citroën Typ H ins Spiel der zuerst von Meister Hansen und den Dummen Schwein (Biffen) gefahren, aber anschließend auch von der Olsenbande selbst.

#### Eisenbahn
Die norwegische Eisenbahn wird von der Bande ebenfalls sehr oft genutzt. Im ersten Film Olsen-Banden fährt schon die Olsenbande, nach einer Verfolgungsjagd auf der Straße, schwarz mit einem alten Dampflokzug durch die Provinz mit, um so weiter zu kommen. Durch einen abgekoppelten Waggon zertrümmert Egon einen Polizei-VW Käfer seines Verfolgers Hermansen. Im dritten Film reist die Olsenbande mit einem Zug zurück, während Egon wieder ins Gefängnis muss. Im sechsten Film Olsenbandens siste bedrifter muss sich Egon, nachdem er in der Schweiz hereingelegt wurde und fliehen musste, mit einem Zug von Zürich-Kopenhagen-Oslo als blinder Passagier nach Norwegen durchschlagen. Des Weiteren werden im sechsten Film Olsenbandens siste bedrifter von der Olsenbande auch direkt Lokomotiven bedient, so wird von Kjells Sohn Basse eine „ausgeborgte“ Rangierlokomotive gefahren, um die Bedfort-Diamanten zu stehlen zu können. Im achten Film Olsenbanden og Dynamitt-Harry på sporet, der in insbesondere sich hauptsächlich nur auf den Gleisen der Norges Statsbaner abspielt, wird von Benny ein ebenfalls „geborgter“ kleiner Schienentraktor des Typs Skd 206 gesteuert, um den Franz-Jäger-Tresorwagen mit den darin befindlichen Goldbarren zu stehlen. Dynamit-Harry fährt im selben Film auch noch eine große Rangier-Diesellok vom Typ NSB Di 2.

## Filmmusik
Wie bei den dänischen Olsenbanden-Filmen gehört die Filmmusik auch hier zu den unentbehrlichen Bestandteilen der Olsenbanden-Filme. Ursprünglich komponierte Bent Fabricius-Bjerre (1924–2020) für den ersten dänischen Film Die Olsenbande eine Dixieland-Melodie, die nach Erik Ballings Wunsch „in allen denkbaren Formen“ variiert werden könne. Sie konnte je Situation oder Stimmung innerhalb des Filmes entsprechend beschleunigt oder verlangsamt werden sowie mit Instrumenten wie Akkordeon oder Kastagnetten unterlegt werden.
Zu dem ersten Film Olsen-Banden der norwegischen Olsenbanden-Filmreihe schuf der norwegische Komponist und Musiker Egil Monn-Iversen eine eigene Filmmusik und Titelmelodie. Damit ist dies auch der einzige Film aus dem ganzen Olsenbanden-Universum, der nicht die Filmmusik und die bekannte Olsen-Titelmelodie von Bent Fabricius-Bjerre verwendet. Bei allen späteren norwegischen Olsenbandenfilmen, einschließlich der viel später erschienenen norwegischen Reihe Olsenbande Junior, wurde ausschließlich die Filmmusik von Bent Fabricius-Bjerre verwendet und dabei auch entsprechend variierend, bis hin zu einer Olsenbande-Rock-Version in dem Film Olsenbanden Junior på rocker'n. Zu den norwegischen Junior-Filmen wurde die Musik auch noch einmal in Form von verschiedenen Songs und Titelmelodie-Varianten auf CD, Klingelton sowie auch als MP3-Dateien, oder über iTunes noch einmal extra veröffentlicht, bzw. vermarktet.
Neben der Titelmelodie, die für die Filme aus dem ganzen Olsenbande-Universum verwendet wurde, komponierte oder bearbeitete Fabricius-Bjerre noch eine ganze Reihe weiterer Melodien; so wurde zum Beispiel auch seine Bearbeitung der Elverhøj-Ouvertüre des dänischen Komponisten Friedrich Kuhlau in den beiden, fast zeitgleich entstanden Filmen Olsenbanden for full musikk und Die Olsenbande sieht rot verwendet.
Im fünften Film Olsenbanden møter Kongen & Knekten wurden die dort mehrmals instrumental verwendete Olsenbande-Titelmelodie und das Lied „Har du aldrig set mig nøgen“ (Hast du mich nie nackt gesehen), ein ursprünglich französisches Lied, komponiert von Vincent Scotto, von den Darstellern auch an einigen Stellen im Film als Lied gesungen. Diese gesungenen Songs wurden in Norwegen später auch noch einmal auf einer Single-Schallplatte veröffentlicht.
- Tidens menn (Zukünftige Männer), Melodie: Bent Fabricius-Bjerre; Text: Oscar Steingrimsen, gesungen von Arve Opsahl, Carsten Byhring, Sverre Holm, Aud Schønemann und Pål Johannessen. Der Song wurde auf der A-Seite der Single veröffentlicht: Polydor 2052 097.

- Toppgevinsten (Der große Gewinn); Melodie: Vincent Scotto und Bent Fabricius-Bjerre, Text: Magne Amdahl, gesungen von Henki Kolstad und Frank Robert. Der Song wurde auf der B-Seite der Single veröffentlicht: Polydor 2052 097.

### Olsenbanden – Esso Musicparty 21
In Norwegen wurden als Werbung zusammen mit dem Mineralölkonzern ESSO mehrere bekannte Musikstücke, Filmmusik, Sketche und Ausschnitte aus verschiedenen bekannten Filmen, Fernseh- und Rundfunksendungen unter dem Label Esso Musicparty, als Musikkassetten in einer Extra-Reihe von Nr. 1 nummeriert angefangen, vermarktet. Unter dem Titel Esso Music Party Nr. 21 – Olsenbanden wurde in Norwegen auch eine Werbe-Musikkassette zu entsprechender Filmmusik und Sketchen der norwegischen Olsenbande veröffentlicht:
| Seite A 1. Happy Birthday 2. Esso Music Party er Helmax 3. Hold on tight 4. Esso har det som skal til 5. En fin gammal song 6. Esso vinterdekk 7. Vær deg sjæl 8. Esso taverna 9. No woman no cry 10. Alle handler jo i en Esso butikk 11. Shaddap you face 12. Vi er popkjendiser 13. Aksepterad | Seite B 1. Lay all your love on me 2. Benny, Gjør bilen vinterklar 3. Green door 4. 50 000 på en kveld 5. Trickle Trickle 6. Esso frostveske passer til alle b 7. Against the wind 8. Sikkerheten i fokus 9. Leva livet 10. Esso lås spray 11. Wordy Rappinghood 12. Ingenting smører som Esso uniflo 13. Lorelei |

## Andere norwegische Film- und Fernsehproduktionen zur Olsenbande

### Olsenbanden: Ruskenaksjonen 1976
Olsenbanden: Ruskenaksjonen 1976 (Die Olsenbande: Abfallaktion 1976) ist ein Werbe-Kurzfilm der Oslo-Kommune zu dem Thema „Haltet die Umwelt und Natur sauber“ aus dem Jahr 1976. Der Film kann in einem Ausschnitt teilweise gesehen werden auf www.filmarkivet.no. Die Regie führte dazu Knut Andersen.

#### Handlung
Die Olsenbande ist gerade dabei, einen kleinen Coup durchzuführen, wobei sie einen Tresor mit einer vermeintlichen Beute öffnen möchte. Trotz aller Bemühungen schafft es Egon diesmal nicht, den Panzerschrank vor Ort zu knacken. Sie entscheiden sich daher, den Safe mit nach Hause in Kjells und Valborgs Wohnung zu nehmen. Allerdings stellen sie dann dort fest, dass der Tresor leer ist. Der gestohlene Tresor muss aber schnellstens weg und möglichst unauffällig entsorgt werden. Zurzeit läuft in Norwegen auch gerade eine Kampagne gegen die Verschmutzung der Landschaft, illegale Müllentsorgung und für eine geregelte Abgabe von Abfällen und Müll. Benny schlägt trotz alledem eine illegale Entsorgung im Osloer Fluss Akerselva vor, aber Egon hat auch noch einen anderen Vorschlag zur Entsorgung des Corpus Delicti parat. Sie entscheiden sich schließlich für eine illegale Müllentsorgung in Grønmo und ziehen mitten in der Nacht los und werfen den Panzerschrank einfach auf die dort befindliche illegale Mülldeponie in die Landschaft. Sie werden dabei von der Polizei überrascht und Egon wird wieder mal verhaftet. Benny und Kjell können rechtzeitig fliehen. Als die beiden wieder zu Hause angekommen sind, liest Valborg gerade eine Broschüre der Kommune zur öffentlichen Abfallentsorgung mit entsprechenden Abgabeterminen, wo zu jeder Öffnungszeit kostenlos Müll in Grønmo abgegeben werden kann.

#### Rollenliste
| Egon Olsen     | Arve Opsahl     |
| Kjell Jensen   | Carsten Byhring |
| Benny Fransen  | Sverre Holm     |
| Valborg Jensen | Aud Schønemann  |

### Olsenbanden: Ruskenaksjonen 1979
Olsenbanden: Ruskenaksjonen 1979 (Die Olsenbande: Abfallaktion 1979) ist ein Werbe-Kurzfilm der Oslo-Kommune zu dem Thema „Haltet die Umwelt und Natur sauber“. Der Film kann teilweise in einem Ausschnitt gesehen werden auf www.filmarkivet.no. Die Regie führte dazu Knut Andersen.

#### Handlung
Die Olsenbande fährt zum Skifahren in das Osloer Waldgebiet Oslo-Marka. In der frischen Natur, genießen sie mitten in der Winterlandschaft, eine köstliche Mahlzeit auf einem gedeckten Tisch und mit entsprechendem Camping-Mobiliar. Als durch ein Malheur, der gedeckte Camping-Tisch der Bande umfällt, liegt nun die gesamte gedeckte Tafel, als Müll im Wald herum. Aber Egon hat einen Plan und auch an alles gedacht. Er hatte große Mülltüten mitgebracht, die von der Kommune zum Einsammeln von Unrat bereitgestellt worden sind. Darauf räumen und sammeln sie alles auf und hinterlassen keinen Abfall in der Natur.

#### Rollenliste
| Egon Olsen    | Arve Opsahl     |
| Kjell Jensen  | Carsten Byhring |
| Benny Fransen | Sverre Holm     |

### Olsenbanden «får» telefon
Olsenbanden «får» telefon (Die Olsenbande erhält ein Telefon) ist ein Werbe-Kurzfilm der norwegischen Telefongesellschaft Televerket aus dem Jahr 1979. Die Regie führte dazu Knut Bohwim. Das Drehbuch stammt vom norwegischen Benny-Darsteller Sverre Holm und der Film wurde von der norwegischen Teamfilm A / S produziert.

#### Handlung
Egon Olsen wird wieder aus dem Osloer Botsfengselet-Gefängnis entlassen und von Benny und Kjell vor dem Gefängnistor empfangen. Kjell hat ein großes Problem, denn er braucht unbedingt ein Telefon für seine Wohnung. Egon hat dazu aber auch schon ein Plan. Sie verkleiden sich als Tiefbauarbeiter der Telefongesellschaft und dringen über einen Straßenbaukanal unerkannt in das Gebäude des Unternehmens ein. In dem Gebäude durchbrechen sie noch einen Fußboden, um in den Raum mit dem Franz-Jäger Tresor zu kommen. Aus dem Panzerschrank holt Egon dann das entsprechende neue Telefon. Zu Hause angekommen, will Kjell das neue Telefon seiner Frau Valborg stolz überreichen, als gerade ein Mitarbeiter von Televerket aus der Wohnung kommt. Valborg erzählt darauf der Olsenbande, dass sie jetzt einen eigenen Telefonanschluss haben mit einem neuen Telefon, worauf die Bande sprachlos ist.
Im Anschluss wird sinngemäß eingeblendet:

„Die Televerket (norwegische Telefongesellschaft) investierte schon 2,4 Millionen Kronen in 62000 Telefonanschlüsse. Dieses Jahr bekam Valborg und 726000 andere (Norweger) ein Telefon.“

#### Rollenliste
| Egon Olsen                          | Arve Opsahl     |
| Benny Fransen                       | Sverre Holm     |
| Kjell Jensen                        | Carsten Byhring |
| Valborg Jensen                      | Aud Schønemann  |
| Mitarbeiter der Telefongesellschaft | Ulf Wengård     |

### Fengslet av Olsenbanden
Fengslet av Olsenbanden (Das Gefängnis der Olsenbande) – ist ein Dokumentarfilm aus dem Jahr 1999, mit einer Länge von 60 min der vom norwegischen Fernsehsender TV 2, im Zusammenhang und zu der erfolgten Neuveröffentlichung des letzten norwegischen Olsen-Films Olsenbandens siste stikk gleichen Zeitpunkt präsentiert wurde. Der Dokumentarfilm erzählt unter anderem, wie die Olsen-Bande nach Norwegen kam, und was alles in den letzten 30 Jahren zu der Olsenbande in Norwegen passiert ist, sowie produziert wurde.
Der Film wurde von Bjørn Jansen und Hans Jorgen Brundtland produziert, und letzter schrieb auch das Drehbuch dazu. Der Film enthält unter anderem Interviews mit den norwegischen Darstellern der Olsenbande, wie: Arve Opsahl (Egon), Sverre Holm (Benny), Aud Schønemann (Kjells Frau Valborg), dem Regisseur der norwegischen Olsenbande Knut Bohwim und dem Schauspieler Nils Ole Oftebro (spielte den Hallandsen im letzten Film) sowie von Pål Johannessen (Basse, Sohn von Kjell und Valborg).

### Olsenbande-Fernsehshow
- 2008: Kvitt eller dobbelt (Nichts oder Doppelt) ist eine norwegische Fernsehshow, die einer Folge, die norwegische Olsenbande zum Thema hatte, inklusiv eines entsprechenden Quiz für Kinder und Erwachsene. Sieger wurde der damals 9-jährige Vetle Skifjeld Rasmussen aus Skien der Hauptstadt von Telemark[46] und der damals 12-jährige Eirik Hallingstad Egeland aus Stadt Mandal in der Provinz (Fylke) Vest-Agder.[47][48][49]

## Andere Neuverfilmungen und Adaptionen
Die norwegischen und dänischen Olsenbanden-Filme haben auch eine schwedische Schwester-Filmreihe, unter dem Namen Jönssonligan (Jönsson-Bande) mit insgesamt sieben Folgen, die ebenfalls, zumindest zum Teil auf der Grundlage der dänischen Drehbücher entstanden sind, bzw. teilweise auf verschiedenen Olsenbanden-Filmen basieren. Man schwedisierte die entsprechenden Filme und besetzte sie mit schwedischen Schauspielern, wie Gösta Ekman der Jüngere in der Hauptrolle als Charles-Ingvar «Sickan» Jönsson (entspricht der Rolle des Egon Olsen), Ulf Brunnberg spielte den Ragnar Vanheden (entspricht der Rolle des Benny Fransen, bzw. Frandsen), Nils Brandt als Rocky (entspricht der Rolle des Kjell Jensen bzw. Kjeld) und Björn Gustafson spielte den Dynamit-Harry.

## Weitere Fortführung der Olsenbande in Norwegen

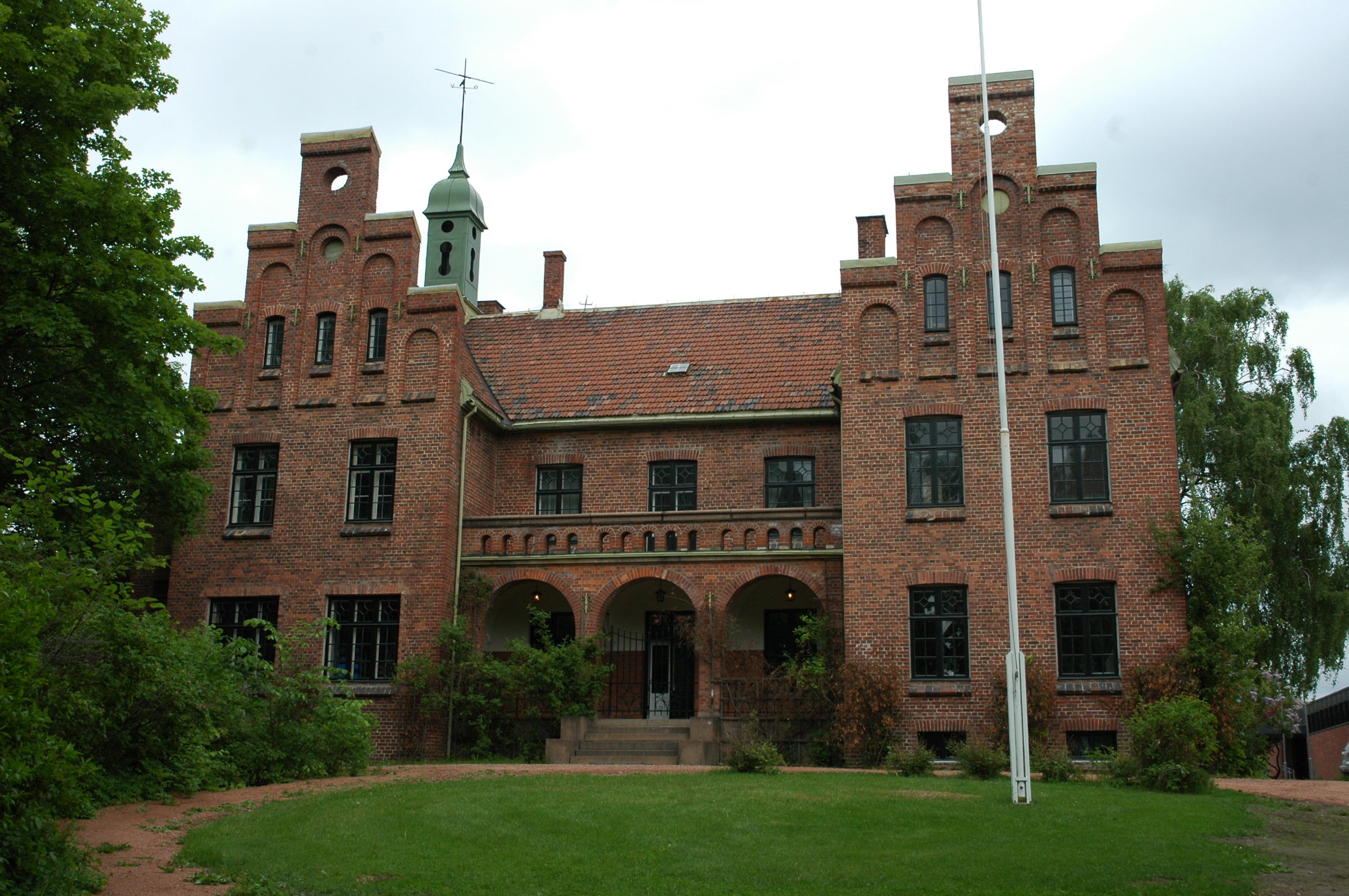
Das Schloss von Ringstabekk in der Kommune Bærum. In den Filmen der Olsenbande Junior (Norwegen) ist dies hier ein Haupthandlungsort und es befinden sich hier auch das Kinderheim Lykkebo sowie der Arrest und der Hauptwohnsitz des norwegischen Egon Olsen-Junior.

Auf der Grundlage der Seniorbande drehte man in Schweden, Dänemark und Norwegen, jeweils einen eigenständigen Ableger, mit Kinder- und Jugenddarstellern in der Hauptrolle. Aus den entsprechenden Seniorbanden wurden die entsprechenden Charaktere übernommen, nur dass in diesen Filmen die Geschichte der Banden in ihren Kindertagen erzählt wird (Prequel). Dazu wurden unter anderem eine Weihnachtsserie und eine ganze Reihe von unabhängigen Kinderfilmen produziert, in denen die entsprechenden Charaktere aus der Olsenbande, bzw. der Jönssonligan, Kinder sind. Zuerst begann 1996 in Schweden eine „Jugendversion“ der Jönssonbande unter dem Titel Lilla Jönssonligan (kleine Jönssonbande, bzw. Jönssonbande Junior) mit insgesamt vier weiteren Folgen zu machen. In Dänemark folgte man 1999 dem Beispiel einer Junior-Bande, mit der Weihnachtsserie Olsen-bandens første kup (Die Olsenbande Junior und ihr erster Coup) und dem Kinofilm Olsenbande Junior. Die Weihnachtsserie wurde auch in Norwegen, ähnlich wie Senior-Bande, unter der gleichnamigen Bezeichnung Olsenbandens første kupp neuverfilmt, ebenso der dänische Olsen-Junior-Film, allerdings etwas verändert unter dem Titel: Olsenbanden jr. går under vann (Die Olsenbande Junior taucht unter). Darauf folgten in Norwegen noch mehrere weitere eigenständige Fortsetzungen, ohne dänische Drehbuchvorlage, als eigene norwegische Filmreihe der Olsenbande-Junior. Zusammen mit der Weihnachtsserie, drehte man in Norwegen von 2001 bis 2010 insgesamt sieben Folgen. Durch Fortsetzungen entstand dort eine eigene Olsenbande-Junior-Filmreihe ohne dänische Vorlage, deren Teile zu den erfolgreichsten Produktionen der norwegischen Filmgeschichte gehören:
- 2001 Olsenbandens første kupp [24-teilige TV-Serie] („Die Olsenbande Junior und ihr erster Coup“) – nach der dänischen 31-teiligen Fernsehserie Olsen-Bandens første kup
- 2003 Olsenbanden Junior går under vann („Die Olsenbande Junior geht unter Wasser“) – nach dem dänischen Film Olsenbande Junior
- 2004 Olsenbanden Junior på rocker’n („Die Olsenbande Junior rockt“)
- 2005 Olsenbanden Junior på cirkus („Die Olsenbande Junior im Zirkus“)
- 2007 Olsenbanden Junior – Sølvgruvens hemmelighet („Die Olsenbande Junior – Das Geheimnis des Silberstollens“)
- 2009 Olsenbanden jr. Det sorte gullet („Die Olsenbande Junior – Das schwarze Gold“)
- 2010 Olsenbanden jr. Mestertyvens skatt („Die Olsenbande Junior – Der Meisterdieb“)

Einige norwegische Olsenbande-Junior Verfilmungen wurden auch auf den Nordischen Filmtagen in Lübeck mehrfach öffentlich aufgeführt.
In den Abspann aller norwegischen Olsenbande-Junior-Filme wird immer ebenfalls in den Credits drauf hingewiesen: Einen speziellen Dank an Henning Bahs und Erik Balling für das Erschaffen des Olsenbande-Universums.
Im September 2022 wurde mit der norwegischen Senior-Olsenbande eine neue Reboot-Verfilmung mit Olsenbanden – Siste skrik! veröffentlicht. In diesem Film wurden sämtliche Rollen gleichsam mit neuen Schauspielern besetzt und die Handlung spielt in der heutigen Zeit.

## Wirkung der norwegischen Olsenbande
Die norwegische Olsenbande erfreut sich auch in Norwegen nach wie vor einer hohen Beliebtheit, ähnlich wie die dänische Olsenbande in Dänemark, Ostdeutschland und Osteuropa. Durch die Fortführung der Filme, in der Form einer norwegischen Olsenbande-Junior-Kinderfilmreihe bis unsere heutige Zeit (2001–2010), ist das ganze Olsenbande-Universum auch bei jüngeren Generationen populär. Die norwegischen Olsenbanden-Junior-Filme zählen zu den beliebtesten und erfolgreichsten Kinder- und Jugendfilmen in Norwegen und haben auch dazu beigetragen, dass in Norwegen die allgemeine Beliebtheit der Olsenbande bzw. der sogenannte „Olsenbandenkult“ auch auf die junge Generation übergegriffen haben. Es gibt auch ähnlich wie in Dänemark und Deutschland, unzählige Theaterstücke, die sich um die alte, wie auch die junge Olsenbande drehen. Unter anderem vermarktet z. B. die norwegische Schnellrestaurantkette Egon Restaurant erfolgreich auch den Namen Egon (Olsen).

### Comicreihe
In Dänemark wurde bereits 1977 ein von Otto Frello gezeichnetes Comic-Album zum vierten dänischen Film der Olsenbande sowie gleichnamigen Titel; Die Olsenbande und ihr großer Coup in einer relativ hohen Auflagezahl veröffentlicht. Das Album wurde 2008, im Rahmen des 40-jährigen Jubiläums der Reihe, mit umfangreichem Zusatz- und Hintergrundmaterial auch in deutscher Sprache vom Holzhof-Verlag herausgeben.
Auf die Idee in Norwegen einen Comic zur Olsenbandenfilmreihe zu machen, kam erst um 1983. Nachdem der vorerst letzte norwegische Olsen-Film Olsenbandens aller siste kupp 1982 zu dieser Filmreihe in Norwegen gedreht worden war und in Dänemark mit Die Olsenbande fliegt über alle Berge (1981) ebenfalls die Olsenbande-Serie vorerst offiziell beendet worden war, gab es auch keine dänischen Vorlagen von Henning Bahs und Erik Balling mehr. Der Regisseur der norwegischen Olsenbande Knut Bohwim entschied sich daher, das Drehbuch für seinen dreizehnten Film selbst zu schreiben. Sein ursprüngliches Drehbuch wurde 1983 auch schon vorab in einem Comic veröffentlicht, unter dem Titel: Olsenbanden raner hurtigruta (Die Olsenbande plündert die Hurtigrute). Dieser wurde auch in mehreren Folgen in norwegischen Zeitungen abgedruckt und anschließend als Comicalbum veröffentlicht, das in Norwegen ein großer Erfolg wurde. Wesentliche Teile des Comics spielten auf einem Schiff der Hurtigruten, wo die Olsenbande einen gewagten Coup durchführt. Das Filmprojekt so umzusetzen, wäre jedoch sehr aufwändig und auf größere finanzielle Unterstützung angewiesen gewesen. Daher konnte man trotz entsprechender Bemühungen das Drehbuch zum Film nie so umsetzen. Die Handlung des ursprünglichen Drehbuches wurde daher von Knut Bohwim umgeschrieben bzw. stark verändert sowie der Hurtigruten-Cuop weggelassen und ad acta gelegt. Dafür wurde 1984 die eigenständige Fortsetzung …men Olsenbanden var ikke død! gedreht. Die Texte für den Comic wurden von Sverre Årnes (der später auch für die Texte für die Comicfortsetzungen schrieb) entsprechend umgeschrieben und die Zeichnungen wurden hier sowie ebenso bei den folgenden Ausgaben von Håkon Aasnes gestaltet. Des Weiteren wollte Bohwim auch zu den weiteren erschienenen norwegischen Olsen-Comics, eigenständige Olsenbanden-Spielfilme als Fortsetzung drehen, aber für diese Projekte bekam er nie die entsprechenden finanziellen Mittel zur Vorfinanzierung zusammen und konnten daher nicht verwirklicht werden.
Comic-Alben
1. 1983: Olsenbanden raner hurtigruta (Die Olsenbande plündert die Hurtigruten), Autor: Knut Bohwim; Szenario: Sverre Årnes; Zeichnungen: Håkon Aasnes.
2. 1984: Olsenbanden og Hodeskallekuppet (Die Olsenbande und der Totenkopf-Coup), Autor/Szenario: Sverre Årnes; Zeichnungen: Håkon Aasnes.
3. 1985: Olsenbanden kupper smuglerskatten (Die Olsenbande und der Schmugglerschatz-Coup), Autor/Szenario: Sverre Årnes; Zeichnungen: Håkon Aasnes.
4. 1986: Olsenbanden Dobbeltgjengeren (Die Olsenbande und der Doppelgänger). Autor/Szenario: Sverre Årnes; Zeichnungen: Håkon Aasnes, ISBN 82-535-0772-0.
5. 1988: Olsenbanden kupper Quruks stjerne (Die Olsenbande und der Quruks-Stern-Coup), Autor/Szenario: Sverre Årnes; Zeichnungen: Håkon Aasnes, ISBN 82-535-1071-3.

## Trivia
- Die Darsteller der norwegischen Olsenbande Arve Opsahl, Sverre Holm und Carsten Byhring, haben einen Gastauftritt als betrunkene Touristen Knut, Olav, Øjvind in der dänischen Originalfassung Der (voraussichtlich) letzte Streich der Olsenbande.
- Im zwölften Film der dänischen Bande Die Olsenbande fliegt über die Planke hat der norwegischen Schauspieler Sverre Wilberg, der in der norwegischen Bande der Kriminalkommissar Hermansen spielt, hier ebenfalls einen Gastauftritt als betrunkener norwegischer Fluggast.